# Olympische Sommerspiele 2020/Teilnehmer (Deutschland)
| Gelbes Symbol für Goldmedaillen mit stilisierten Olympischen Ringen | Graues Symbol für Silbermedaillen mit stilisierten Olympischen Ringen | Braundes Symbol für Bronzemedaillen mit stilisierten Olympischen Ringen |
| ------------------------------------------------------------------- | --------------------------------------------------------------------- | ----------------------------------------------------------------------- |
| 10                                                                  | 11                                                                    | 16                                                                      |

Deutschland nahm mit 415 Athleten (247 Männer und 168 Frauen) an den Olympischen Sommerspielen 2020 in der japanischen Hauptstadt Tokio teil. Es war die insgesamt 25. Teilnahme an Olympischen Sommerspielen.

## Fahnenträger
Wie auch schon bei den Olympischen Sommerspielen 2016 in Rio de Janeiro wurden auch in diesem Jahr die deutschen Fahnenträger per Online-Abstimmung ausgewählt. Bei der zweigeteilten Wahl bestimmten Öffentlichkeit und Athleten zu je der Hälfte, wer die deutsche Mannschaft beim Einmarsch der Nationen im Olympiastadion von Tokio anführen sollte. Erstmals trugen ein Mann und eine Frau gemeinsam die Fahne. Die Wahl fand im Zeitraum zwischen dem 12. und 18. Juli 2021 statt. Das Ergebnis wurde am 22. Juli, einen Tag vor der Eröffnungsfeier verkündet: Gewählt wurden Laura Ludwig und Patrick Hausding.
Zur Auswahl standen bei den Frauen Laura Ludwig (Beachvolleyball, unter anderem Olympiasiegerin 2016 und Weltmeisterin 2017), Elisabeth Seitz (Turnen, unter anderem 23 Mal Deutsche Meisterin und WM Bronze), Annekatrin Thiele (Rudern, Olympiasiegerin 2016 und zweifache Weltmeisterin), sowie Isabell Werth (Reiten, unter anderem zehn olympische Medaillen und neunfache Weltmeisterin). Bei den Männern wurde der Fahnenträger aus folgenden fünf Athleten bestimmt: Tobias Hauke (Hockey, u. a. zweifacher Olympiasieger und Welthockeyspieler 2013), Patrick Hausding (Wasserspringen, zwei olympische Medaillen, einmal Weltmeister und 32 Medaillen bei Europameisterschaften), Dimitrij Ovtcharov (Tischtennis, unter anderem vier olympische Medaillen und zehn Europameistertitel), Richard Schmidt (Rudern, Olympiasieger 2012 und sechsfacher Weltmeister mit dem Ruder-Achter), sowie Andreas Toba (unter anderem EM-Silber 2021 am Reck und zweifacher Teilnehmer an Olympischen Sommerspielen).

## Offizielle Bekleidung
Die offizielle Bekleidung der deutschen Olympiamannschaft wurde am 6. Mai 2021 im Rahmen einer Onlineveranstaltung vorgestellt. Ausrüster für die mannschaftseinheitliche Kleidung ist wie in den Vorjahren erneut der Sportartikelhersteller Adidas. Anders als in den Vorjahren wurden die Athleten nicht zentral an einem Ort eingekleidet, sondern an verschiedenen Stützpunkten in ganz Deutschland im Rahmen einer sogenannten „Roadshow“, darunter Hamburg, Berlin, Stuttgart oder München.

## Medaillen

### Medaillenspiegel
| Rang   | Sportart       | Gold | Silber | Bronze | Gesamt |
| ------ | -------------- | ---- | ------ | ------ | ------ |
| 1      | Reiten         | 3    | 1      | –      | 4      |
| 2      | Leichtathletik | 1    | 2      | –      | 3      |
| 3      | Kanu           | 1    | 1      | 1      | 3      |
| 4      | Radsport       | 1    | 1      | –      | 2      |
| 5      | Kanuslalom     | 1    | –      | 3      | 4      |
| 6      | Ringen         | 1    | –      | 2      | 3      |
| 6      | Schwimmen      | 1    | –      | 2      | 3      |
| 8      | Tennis         | 1    | –      | –      | 1      |
| 9      | Rudern         | –    | 2      | –      | 2      |
| 10     | Judo           | –    | 1      | 2      | 3      |
| 10     | Segeln         | –    | 1      | 2      | 3      |
| 12     | Tischtennis    | –    | 1      | 1      | 2      |
| 13     | Turnen         | –    | 1      | –      | 1      |
| 14     | Wasserspringen | –    | –      | 2      | 2      |
| 15     | Bogenschießen  | –    | –      | 1      | 1      |
| Gesamt | Gesamt         | 10   | 11     | 16     | 37     |

### Medaillengewinner
| Name/n | Sportart       | Wettkampf                                   |
| --- | -------------- | ------------------------------------------- |
| Gold |                |                                             |
| Max Lemke Tom Liebscher Ronald Rauhe Max Rendschmidt | Kanurennsport  | Vierer-Kajak                                |
| Ricarda Funk | Kanuslalom     | K-1                                         |
| Malaika Mihambo | Leichtathletik | Weitsprung                                  |
| Franziska Brauße Lisa Klein Mieke Kröger Lisa Brennauer Charlotte Becker (Ersatz) | Radsport       | Mannschaftsverfolgung                       |
| Jessica von Bredow-Werndl | Reiten         | Dressurreiten Einzel                        |
| Jessica von Bredow-Werndl Dorothee Schneider Isabell Werth | Reiten         | Dressurreiten Mannschaft                    |
| Julia Krajewski | Reiten         | Vielseitigkeitsreiten Einzel                |
| Aline Rotter-Focken | Ringen         | Freier Stil, Klasse bis 76 kg               |
| Florian Wellbrock | Schwimmen      | 10 km Freiwasser                            |
| Alexander Zverev | Tennis         | Einzel                                      |
| Silber |                |                                             |
| Lukas Dauser | Geräteturnen   | Barren                                      |
| Eduard Trippel | Judo           | Mittelgewicht                               |
| Max Hoff Jacob Schopf | Kanurennsport  | K-2 1000 m                                  |
| Kristin Pudenz | Leichtathletik | Diskuswurf                                  |
| Jonathan Hilbert | Leichtathletik | 50 km Gehen                                 |
| Lea Sophie Friedrich Emma Hinze Pauline Grabosch (Ersatz) | Radsport       | Teamsprint                                  |
| Isabell Werth | Reiten         | Dressurreiten Einzel                        |
| Jonathan Rommelmann Jason Osborne | Rudern         | Leichtgewichts-Doppelzweier                 |
| Johannes Weißenfeld Laurits Follert Olaf Roggensack Torben Johannesen Jakob Schneider Malte Jakschik Richard Schmidt Hannes Ocik Martin Sauer (Steuermann)                                      | Rudern         | Achter Männer                               |
| Dimitrij Ovtcharov Timo Boll Patrick Franziska | Tischtennis    | Mannschaft                                  |
| Susann Beucke Tina Lutz | Segeln         | 49erFX                                      |
| Bronze |                |                                             |
| Michelle Kroppen Charline Schwarz Lisa Unruh | Bogenschießen  | Mannschaft                                  |
| Anna-Maria Wagner | Judo           | Halbschwergewicht                           |
| Katharina Menz Theresa Stoll Giovanna Scoccimarro Martyna Trajdos Jasmin Grabowski Anna-Maria Wagner Sebastian Seidl Igor Wandtke Dominic Ressel Eduard Trippel Johannes Frey Karl-Richard Frey | Judo           | Mixed Team                                  |
| Tim Hecker Sebastian Brendel | Kanurennsport  | C-2 1000 m                                  |
| Andrea Herzog | Kanuslalom     | C-1                                         |
| Sideris Tasiadis | Kanuslalom     | C-1                                         |
| Hannes Aigner | Kanuslalom     | K-1                                         |
| Frank Stäbler | Ringen         | Griechisch-römischer Stil, Klasse bis 67 kg |
| Denis Kudla | Ringen         | Griechisch-römischer Stil, Klasse bis 87 kg |
| Sarah Köhler | Schwimmen      | 1500 m Freistil                             |
| Florian Wellbrock | Schwimmen      | 1500 m Freistil                             |
| Erik Heil Thomas Plößel | Segeln         | 49er                                        |
| Alica Stuhlemmer Paul Kohlhoff | Segeln         | Nacra 17                                    |
| Dimitrij Ovtcharov | Tischtennis    | Einzel                                      |
| Tina Punzel Lena Hentschel | Wasserspringen | Synchronspringen 3 m                        |
| Patrick Hausding Lars Rüdiger | Wasserspringen | Synchronspringen 3 m                        |

## Teilnehmer nach Sportarten

### Badminton
Der Deutsche Badminton-Verband qualifizierte sich in vier der fünf Disziplinen für die Olympischen Spiele über die Weltrangliste. Zielvorgabe des Verbandes waren aus den insgesamt zehn Gruppenspiele mindestens vier bis fünf Siege. Zudem sollte mindestens ein Doppel oder ein Einzelspieler in die K.o.-Runde einziehen. Beide Ziele wurden verfehlt. In der Musashino Forest Sport Plaza gelangen lediglich zwei Siege. Besonders knapp war zudem die Niederlage des deutschen Mixed-Doppels Lamsfuß / Herttrich, die im Duell gegen das Duo aus Hongkong gleichwertig spielten und am Ende knapp mit 1:2 Sätzen unterlagen. Die beiden deutschen Vertreter in den Einzelwettkämpfen waren hingegen chancenlos. Yvonne Li und Kai Schäfer verloren ihre beiden Duelle jeweils glatt und hatten folglich keine Chance in das Achtelfinale vorzustoßen.
| Athleten                      | Wettbewerb | Gruppenphase           | Gruppenphase              | Gruppenphase | Gruppenphase | Achtelfinale  | Achtelfinale  | Viertelfinale | Viertelfinale | Halbfinale    | Halbfinale    | Finale        | Finale        | Rang |
| Athleten                      | Wettbewerb | Gegner                 | Ergebnis                  | Punkte       | Rang         | Gegner        | Ergebnis      | Gegner        | Ergebnis      | Gegner        | Ergebnis      | Gegner        | Ergebnis      | Rang |
| ----------------------------- | ---------- | ---------------------- | ------------------------- | ------------ | ------------ | ------------- | ------------- | ------------- | ------------- | ------------- | ------------- | ------------- | ------------- | ---- |
| Frauen                        |            |                        |                           |              |              |               |               |               |               |               |               |               |               |      |
| Yvonne Li                     | Einzel     | N. Okuhara             | 0:2 (17:21, 4:21)         | 56:85        | 3            | ausgeschieden | ausgeschieden | ausgeschieden | ausgeschieden | ausgeschieden | ausgeschieden | ausgeschieden | ausgeschieden | 15   |
| Yvonne Li                     | Einzel     | J. Kossezkaja          | 0:2 (20:22, 15:21)        | 56:85        | 3            | ausgeschieden | ausgeschieden | ausgeschieden | ausgeschieden | ausgeschieden | ausgeschieden | ausgeschieden | ausgeschieden | 15   |
| Männer                        |            |                        |                           |              |              |               |               |               |               |               |               |               |               |      |
| Kai Schäfer                   | Einzel     | K. Wangcharoen         | 0:2 (13:21, 15:21)        | 57:84        | 3            | ausgeschieden | ausgeschieden | ausgeschieden | ausgeschieden | ausgeschieden | ausgeschieden | ausgeschieden | ausgeschieden | 15   |
| Kai Schäfer                   | Einzel     | T. Penty               | 0:2 (18:21, 11:21)        | 57:84        | 3            | ausgeschieden | ausgeschieden | ausgeschieden | ausgeschieden | ausgeschieden | ausgeschieden | ausgeschieden | ausgeschieden | 15   |
| Mark Lamsfuß Marvin Seidel    | Doppel     | T. Kamura / K. Sonoda  | 0:2 (13:21, 8:21)         | 48:84        | 3            | —             | —             | ausgeschieden | ausgeschieden | ausgeschieden | ausgeschieden | ausgeschieden | ausgeschieden | 9    |
| Mark Lamsfuß Marvin Seidel    | Doppel     | Li J. / Liu Y.         | 0:2 (14:21, 13:21)        | 48:84        | 3            | —             | —             | ausgeschieden | ausgeschieden | ausgeschieden | ausgeschieden | ausgeschieden | ausgeschieden | 9    |
| Mark Lamsfuß Marvin Seidel    | Doppel     | P. Chew / R. Chew      | 2:0 (21:10, 21:16)        | 48:84        | 3            | —             | —             | ausgeschieden | ausgeschieden | ausgeschieden | ausgeschieden | ausgeschieden | ausgeschieden | 9    |
| Mixed                         |            |                        |                           |              |              |               |               |               |               |               |               |               |               |      |
| Mark Lamsfuß Isabel Herttrich | Doppel     | Tang C. M. / Tse Y. S. | 1:2 (20:22, 22:20, 16:21) | 139:135      | 3            | —             | —             | ausgeschieden | ausgeschieden | ausgeschieden | ausgeschieden | ausgeschieden | ausgeschieden | 9    |
| Mark Lamsfuß Isabel Herttrich | Doppel     | Chan P. S. / Goh L. Y. | 2:0 (21:12, 21:15)        | 139:135      | 3            | —             | —             | ausgeschieden | ausgeschieden | ausgeschieden | ausgeschieden | ausgeschieden | ausgeschieden | 9    |
| Mark Lamsfuß Isabel Herttrich | Doppel     | Wang Y. / Huang D.     | 0:2 (22:24, 17:21)        | 139:135      | 3            | —             | —             | ausgeschieden | ausgeschieden | ausgeschieden | ausgeschieden | ausgeschieden | ausgeschieden | 9    |

### Basketball
Zum sechsten Mal hatten sich die deutschen Basketball-Männer für Olympische Spiele qualifiziert. Die letzte Teilnahme stammte aus dem Jahr 2008 in Peking, als die Mannschaft um Fahnenträger Dirk Nowitzki in der Vorrunde ausschied und Platz 10 belegte. Zum Turnierstart in Tokio warteten die Italiener. Die deutsche Mannschaft zeigte eine gute Vorstellung und lag vier Minuten vor der Schlusssirene mit 82:80 in Führung. Anschließend trafen die DBB-Auswahl aber keinen Korb mehr, sodass die Auftaktpartie mit 82:92 verloren ging. Auch in der zweiten Partie gegen Nigeria blieb es lange eng. Die Mannschaft von Bundestrainer Henrik Rödl behielt aber am Ende die Nerven und wahrte sich somit nach dem 99:92-Erfolg alle Chancen auf das Viertelfinale. Im letzten Gruppenspiel gegen Australien setzte es eine deutliche Niederlage. Mit 76:89 war man gegen Australien letztlich chancenlos, da die deutsche Mannschaft aber zu den besten zwei Gruppendritten zählte, wurde erstmals seit 1992 wieder das Viertelfinale bei Olympischen Sommerspielen erreicht. Dort wartete mit der slowenischen Mannschaft, rund um den Superstar Luka Dončić von den Dallas Mavericks ein harter Brocken. Schlussendlich war die Mannschaft ohne eine Chance auf das Weiterkommen und die Slowenen siegten souverän mit 94:70. Das deutsche Team beendete das Turnier auf Platz 8. Zwei Wochen nach dem Ausscheiden aus dem Turnier gab der Deutsche Basketball Bund bekannt, dass die Zusammenarbeit mit Bundestrainer Rödl nach vier Jahren beendet wird. Ein Nachfolger für den Posten wurde zunächst nicht bekanntgegeben.
| Wettbewerb    | Herren |
| ------------- | --- |
| Athleten      | Danilo Barthel Robin Benzing Isaac Bonga Niels Giffey Maodo Lô Andreas Obst Joshiko Saibou Johannes Thiemann Johannes Voigtmann Moritz Wagner Lukas Wank Jan Niklas Wimberg |
| Trainer       | Henrik Rödl |
| Gruppenphase  | Italien (82:92) Nigeria (99:92) Australien (76:89) |
| Viertelfinale | Slowenien (70:94) |
| Halbfinale    | ausgeschieden |
| Finale        | ausgeschieden |
| Platzierung   | 8 |

### Beachvolleyball
| Athleten                      | Gruppenphase           | Gruppenphase              | Gruppenphase | Gruppenphase | Achtelfinale  | Achtelfinale              | Viertelfinale              | Viertelfinale      | Halbfinale    | Halbfinale    | Finale        | Finale        | Rang |
| Athleten                      | Gegner                 | Ergebnis                  | Punkte       | Rang         | Gegner        | Ergebnis                  | Gegner                     | Ergebnis           | Gegner        | Ergebnis      | Gegner        | Ergebnis      | Rang |
| ----------------------------- | ---------------------- | ------------------------- | ------------ | ------------ | ------------- | ------------------------- | -------------------------- | ------------------ | ------------- | ------------- | ------------- | ------------- | ---- |
| Frauen                        |                        |                           |              |              |               |                           |                            |                    |               |               |               |               |      |
| Julia Sude Karla Borger       | Heidrich / Vergé-Dépré | 1:2 (8:21, 23:21, 6:15)   | 3            | 4            | ausgeschieden | ausgeschieden             | ausgeschieden              | ausgeschieden      | ausgeschieden | ausgeschieden | ausgeschieden | ausgeschieden | 19   |
| Julia Sude Karla Borger       | Pavan / Humana-Paredes | 0:2 (17:21, 14:21)        | 3            | 4            | ausgeschieden | ausgeschieden             | ausgeschieden              | ausgeschieden      | ausgeschieden | ausgeschieden | ausgeschieden | ausgeschieden | 19   |
| Julia Sude Karla Borger       | Stam / Schoon          | 0:2 (22:24, 16:21)        | 3            | 4            | ausgeschieden | ausgeschieden             | ausgeschieden              | ausgeschieden      | ausgeschieden | ausgeschieden | ausgeschieden | ausgeschieden | 19   |
| Laura Ludwig Margareta Kozuch | Betschart / Hüberli    | 1:2 (25:23, 20:22, 14:16) | 5            | 2            | Ágatha / Duda | 2:1 (21:19, 19:21, 16:14) | Klineman / Ross            | 0:2 (19:21, 19:21) | ausgeschieden | ausgeschieden | ausgeschieden | ausgeschieden | 5    |
| Laura Ludwig Margareta Kozuch | Ishii / Murakami       | 2:0 (21:17, 22:20)        | 5            | 2            | Ágatha / Duda | 2:1 (21:19, 19:21, 16:14) | Klineman / Ross            | 0:2 (19:21, 19:21) | ausgeschieden | ausgeschieden | ausgeschieden | ausgeschieden | 5    |
| Laura Ludwig Margareta Kozuch | Hermannová / Sluková   | w.o. (2:0 (21:0, 21:0))   | 5            | 2            | Ágatha / Duda | 2:1 (21:19, 19:21, 16:14) | Klineman / Ross            | 0:2 (19:21, 19:21) | ausgeschieden | ausgeschieden | ausgeschieden | ausgeschieden | 5    |
| Männer                        |                        |                           |              |              |               |                           |                            |                    |               |               |               |               |      |
| Julius Thole Clemens Wickler  | Nicolai / Lupo         | 1:2 (21:19, 19:21, 13:15) | 4            | 2            | Gibb / Bourne | 2:1 (17:21, 21:15, 15:11) | Krassilnikow / Stojanowski | 0:2 (16:21, 19:21) | ausgeschieden | ausgeschieden | ausgeschieden | ausgeschieden | 5    |
| Julius Thole Clemens Wickler  | Kantor / Łosiak        | 2:0 (22:20, 21:16)        | 4            | 2            | Gibb / Bourne | 2:1 (17:21, 21:15, 15:11) | Krassilnikow / Stojanowski | 0:2 (16:21, 19:21) | ausgeschieden | ausgeschieden | ausgeschieden | ausgeschieden | 5    |
| Julius Thole Clemens Wickler  | Gottsu / Shiratori     | 2:0 (21:16, 21:11)        | 4            | 2            | Gibb / Bourne | 2:1 (17:21, 21:15, 15:11) | Krassilnikow / Stojanowski | 0:2 (16:21, 19:21) | ausgeschieden | ausgeschieden | ausgeschieden | ausgeschieden | 5    |

### Bogenschießen
Durch das Erreichen des Viertelfinales bei der Weltmeisterschaft 2019 in ’s-Hertogenbosch hatte sich die deutsche Damenmannschaft für die Olympischen Spiele in Tokio qualifiziert. Somit waren auch drei deutsche Bogenschützinnen im Einzelwettbewerb startberechtigt. Beim europäischen Qualifikationsturnier in Antalya gewannen auch die Männer einen Quotenplatz für die Olympischen Spiele, wodurch das deutsche Team auch die Möglichkeit hatte am Mixed-Mannschaftswettbewerb teilzunehmen.
| Athleten                                     | Wettbewerb | Qualifikation | Qualifikation | 1. Runde         | 1. Runde | 2. Runde      | 2. Runde      | Achtelfinale      | Achtelfinale  | Viertelfinale | Viertelfinale | Halbfinale    | Halbfinale    | Finale        | Finale        | Rang   |
| Athleten                                     | Wettbewerb | Ringe         | Rang          | Gegner           | Ergebnis | Gegner        | Ergebnis      | Gegner            | Ergebnis      | Gegner        | Ergebnis      | Gegner        | Ergebnis      | Gegner        | Ergebnis      | Rang   |
| -------------------------------------------- | ---------- | ------------- | ------------- | ---------------- | -------- | ------------- | ------------- | ----------------- | ------------- | ------------- | ------------- | ------------- | ------------- | ------------- | ------------- | ------ |
| Frauen                                       |            |               |               |                  |          |               |               |                   |               |               |               |               |               |               |               |        |
| Michelle Kroppen                             | Einzel     | 655           | 11            | L. Sitschenikowa | 6:0      | J. Ossipowa   | 4:6           | ausgeschieden     | ausgeschieden | ausgeschieden | ausgeschieden | ausgeschieden | ausgeschieden | ausgeschieden | ausgeschieden | 17     |
| Charline Schwarz                             | Einzel     | 607           | 60            | M. Brown         | 2:6      | ausgeschieden | ausgeschieden | ausgeschieden     | ausgeschieden | ausgeschieden | ausgeschieden | ausgeschieden | ausgeschieden | ausgeschieden | ausgeschieden | 33     |
| Lisa Unruh                                   | Einzel     | 647           | 26            | H. Marussawa     | 4:6      | ausgeschieden | ausgeschieden | ausgeschieden     | ausgeschieden | ausgeschieden | ausgeschieden | ausgeschieden | ausgeschieden | ausgeschieden | ausgeschieden | 33     |
| Michelle Kroppen Charline Schwarz Lisa Unruh | Mannschaft | 1909          | 10            | —                | —        | —             | —             | Chinesisch Taipeh | 6:2           | Mexiko        | 6:2           | ROC           | 1:5           | Belarus       | 5:1           | Bronze |
| Männer                                       |            |               |               |                  |          |               |               |                   |               |               |               |               |               |               |               |        |
| Florian Unruh                                | Einzel     | 654           | 33            | A. Pangestu      | 6:2      | Kim J.-d.     | 7:3           | C. Duenas         | 6:2           | M. Nespoli    | 4:6           | ausgeschieden | ausgeschieden | ausgeschieden | ausgeschieden | 5      |
| Mixed                                        |            |               |               |                  |          |               |               |                   |               |               |               |               |               |               |               |        |
| Michelle Kroppen Florian Unruh               | Mannschaft | 1309          | 13            | —                | —        | —             | —             | Mexiko            | 2:6           | ausgeschieden | ausgeschieden | ausgeschieden | ausgeschieden | ausgeschieden | ausgeschieden | 9      |

### Boxen
| Athleten          | Wettbewerb              | 1. Runde  | 1. Runde | Achtelfinale  | Achtelfinale  | Viertelfinale       | Viertelfinale | Halbfinale    | Halbfinale    | Finale        | Finale        | Rang |
| Athleten          | Wettbewerb              | Gegner    | Ergebnis | Gegner        | Ergebnis      | Gegner              | Ergebnis      | Gegner        | Ergebnis      | Gegner        | Ergebnis      | Rang |
| ----------------- | ----------------------- | --------- | -------- | ------------- | ------------- | ------------------- | ------------- | ------------- | ------------- | ------------- | ------------- | ---- |
| Frauen            |                         |           |          |               |               |                     |               |               |               |               |               |      |
| Nadine Apetz      | Weltergewicht bis 69 kg | Freilos   | Freilos  | L. Borgohain  | 2:3           | ausgeschieden       | ausgeschieden | ausgeschieden | ausgeschieden | ausgeschieden | ausgeschieden | 9    |
| Männer            |                         |           |          |               |               |                     |               |               |               |               |               |      |
| Hamsat Shadalov   | Federgewicht bis 57 kg  | M. Cuello | 2:3      | ausgeschieden | ausgeschieden | ausgeschieden       | ausgeschieden | ausgeschieden | ausgeschieden | ausgeschieden | ausgeschieden | =17  |
| Ammar Abduljabbar | Schwergewicht bis 91 kg | Freilos   | Freilos  | J. M. Lúcar   | 5:0           | M. Gadschimagomedow | 0:5           | ausgeschieden | ausgeschieden | ausgeschieden | ausgeschieden | =5   |

### Fechten
Der Mannschaft im Herrenflorett gelang als erstes deutsches Team die Qualifikation für die Sommerspiele in Tokio. Damit waren auch drei Fechter im Einzelwettbewerb startberechtigt. Auch die Säbel-Mannschaft der Herren konnte sich durch einen 3. Platz im Weltcup in Luxemburg die Qualifikation sichern. Auch damit waren drei Fechter im Einzelwettbewerb startberechtigt. Bei den Damen hatte sich nur Leonie Ebert im Florett qualifiziert. Sieben deutsche Fechter gingen folglich an den Start. Am 1. Juni wurden sie in der zweiten Nominierungsrunde des DOSB benannt. Hinzu kamen mit Luis Klein (Florett Mannschaft) und Richard Hübers (Säbel Mannschaft) zwei Ersatzathleten.
| Athleten                                                | Wettbewerb         | 1. Runde     | 1. Runde | 2. Runde        | 2. Runde | Achtelfinale   | Achtelfinale  | Viertelfinale      | Viertelfinale | Halbfinale / Klassifikation | Halbfinale / Klassifikation | Finale / Platzierung | Finale / Platzierung | Rang |
| Athleten                                                | Wettbewerb         | Gegner       | Ergebnis | Gegner          | Ergebnis | Gegner         | Ergebnis      | Gegner             | Ergebnis      | Gegner                      | Ergebnis                    | Gegner               | Ergebnis             | Rang |
| ------------------------------------------------------- | ------------------ | ------------ | -------- | --------------- | -------- | -------------- | ------------- | ------------------ | ------------- | --------------------------- | --------------------------- | -------------------- | -------------------- | ---- |
| Frauen                                                  |                    |              |          |                 |          |                |               |                    |               |                             |                             |                      |                      |      |
| Leonie Ebert                                            | Florett Einzel     | Freilos      | Freilos  | J. Dubrovich    | 15:14    | A. Volpi       | 13:15         | ausgeschieden      | ausgeschieden | ausgeschieden               | ausgeschieden               | ausgeschieden        | ausgeschieden        | 14   |
| Männer                                                  |                    |              |          |                 |          |                |               |                    |               |                             |                             |                      |                      |      |
| Peter Joppich                                           | Florett Einzel     | A. Cai       | 15:12    | A. Massialas    | 15:12    | A. Choupenitch | 13:15         | ausgeschieden      | ausgeschieden | ausgeschieden               | ausgeschieden               | ausgeschieden        | ausgeschieden        | 15   |
| Benjamin Kleibrink                                      | Florett Einzel     | Freilos      | Freilos  | A. Abouelkassem | 11:15    | ausgeschieden  | ausgeschieden | ausgeschieden      | ausgeschieden | ausgeschieden               | ausgeschieden               | ausgeschieden        | ausgeschieden        | 25   |
| André Sanità                                            | Florett Einzel     | Cheung S. L. | 15:14    | A. Foconi       | 8:15     | ausgeschieden  | ausgeschieden | ausgeschieden      | ausgeschieden | ausgeschieden               | ausgeschieden               | ausgeschieden        | ausgeschieden        | 31   |
| Peter Joppich Benjamin Kleibrink André Sanità           | Florett Mannschaft | —            | —        | —               | —        | Kanada         | 45:31         | Vereinigte Staaten | 36:45         | Hongkong                    | 45:38                       | Italien              | kampflos             | 6    |
| Max Hartung                                             | Säbel Einzel       | Freilos      | Freilos  | T. Decsi        | 15:8     | A. Pagdaman    | 9:15          | ausgeschieden      | ausgeschieden | ausgeschieden               | ausgeschieden               | ausgeschieden        | ausgeschieden        | 10   |
| Matyas Szabo                                            | Säbel Einzel       | Freilos      | Freilos  | Gu B.-g.        | 15:8     | K. Ibragimow   | 13:15         | ausgeschieden      | ausgeschieden | ausgeschieden               | ausgeschieden               | ausgeschieden        | ausgeschieden        | 13   |
| Benedikt Wagner                                         | Säbel Einzel       | Freilos      | Freilos  | K. Ibragimow    | 13:15    | ausgeschieden  | ausgeschieden | ausgeschieden      | ausgeschieden | ausgeschieden               | ausgeschieden               | ausgeschieden        | ausgeschieden        | 27   |
| Max Hartung Matyas Szabo Richard Hübers Benedikt Wagner | Säbel Mannschaft   | —            | —        | —               | —        | Freilos        | Freilos       | ROC                | 45:28         | Südkorea                    | 42:45                       | Ungarn               | 40:45                | 4    |

### Fußball
Durch den Halbfinaleinzug bei der U21-Europameisterschaft 2019 hat sich die deutsche Männermannschaft qualifiziert. Die Frauen verpassten durch das Ausscheiden im Viertelfinale bei der Weltmeisterschaft 2019 die Qualifikation.
| Wettbewerb             | Männer |
| ---------------------- | --- |
| Athleten (Spiele/Tore) | Ragnar Ache (3/2) Nadiem Amiri (3/2) Maximilian Arnold (2/0) Svend Brodersen Benjamin Henrichs (3/0) Max Kruse (3/0) Eduard Löwen (3/1) Arne Maier (3/0) Florian Müller (3/0) Amos Pieper (2/0) Luca Plogmann David Raum (3/0) Marco Richter (3/0) Keven Schlotterbeck (3/0) Anton Stach (3/0) Cedric Teuchert (3/0) Jordan Torunarigha (3/0) Felix Uduokhai (3/1) |
| Trainer                | Stefan Kuntz |
| Gruppenphase           | Brasilien (2:4) Saudi-Arabien (3:2) Elfenbeinküste (1:1) |
| Viertelfinale          | ausgeschieden |
| Halbfinale             | ausgeschieden |
| Finale                 | ausgeschieden |
| Platzierung            | 9 |

### Gewichtheben
Zunächst qualifizierten sich nur die beiden Männer Brandhuber und Müller. Nach und nach aktualisierte der Weltverband jedoch die Liste der qualifizierten Gewichtheber. Aufgrund der Disqualifikation des rumänischen Verbandes rückte zunächst Lisa Marie Schweizer im Mittelgewicht der Frauen nach. Von dem Ausschluss der Griechin Konstantina Benteli profitierte Sabine Kusterer in der Klasse bis 59 kg. Beide wurden am 30. Juni 2021 vom DOSB nominiert.
| Athleten             | Wettbewerb              | Reißen  | Reißen | Stoßen  | Stoßen | Zweikampf | Zweikampf | Rang |
| Athleten             | Wettbewerb              | Gewicht | Rang   | Gewicht | Rang   | Gewicht   | Rang      | Rang |
| -------------------- | ----------------------- | ------- | ------ | ------- | ------ | --------- | --------- | ---- |
| Frauen               |                         |         |        |         |        |           |           |      |
| Sabine Kusterer      | Leichtgewicht bis 59 kg | 91 kg   | 7      | 107 kg  | 10     | 198 kg    | 10        | 10   |
| Lisa Marie Schweizer | Mittelgewicht bis 64 kg | 100 kg  | 8      | 117 kg  | 10     | 217 kg    | 10        | 10   |
| Männer               |                         |         |        |         |        |           |           |      |
| Simon Brandhuber     | Bantamgewicht bis 61 kg | 123 kg  | 10     | 145 kg  | 11     | 268 kg    | 9         | 9    |
| Nico Müller          | Mittelgewicht bis 81 kg | 159 kg  | 9      | 195 kg  | 7      | 354 kg    | 7         | 7    |

### Golf
Aufgrund ihrer Weltranglistenpositionen waren aus Deutschland je zwei Frauen und Männer in Tokio startberechtigt. Nach dem Verzicht von Martin Kaymer und Stephan Jäger vertraten Maximilian Kieffer und Christopher Long die deutschen Farben in der Herrenkonkurrenz. Bei den Damen waren dies Sophia Popov und Caroline Masson.
| Athleten           | Runde 1 | Runde 2 | Runde 3 | Runde 4 | Gesamt | Par | Rang |
| ------------------ | ------- | ------- | ------- | ------- | ------ | --- | ---- |
| Frauen             |         |         |         |         |        |     |      |
| Sophia Popov       | 71      | 72      | 70      | 71      | 284    | 0   | T40  |
| Caroline Masson    | 71      | 70      | 68      | 75      | 284    | 0   | T40  |
| Männer             |         |         |         |         |        |     |      |
| Maximilian Kieffer | 73      | 69      | 67      | 71      | 280    | −4  | T45  |
| Christopher Long   | 70      | 70      | 70      | 67      | 277    | −7  | T35  |

### Handball
Die deutsche Handballnationalmannschaft der Männer erreichte im Olympiaqualifikationsturnier vom 12. bis zum 14. März 2021 in Berlin die Teilnahme an Olympia. Die Frauen verpassten jedoch die Qualifikation, da sie sich nicht für die Olympiaqualifikation vom 19.–21. März 2021 qualifizieren konnten und auch sonst nicht über andere Wege in das Turnier fanden.
| Wettbewerb      | Männer (Spiele/Tore) |
| --------------- | --- |
| Athleten        | Johannes Bitter (6/0) Uwe Gensheimer (6/16) Johannes Golla (6/19) Finn Lemke (6/1) Hendrik Pekeler (6/9) Juri Knorr (6/7) Steffen Weinhold (6/26) Philipp Weber (6/14) Kai Häfner (6/8) Marcel Schiller (5/17) Andreas Wolff (6/0) Julius Kühn (6/17) Jannik Kohlbacher (1/0) Timo Kastening (6/27) Paul Drux (6/11) |
| Trainer         | Alfreð Gíslason |
| P-Akkreditierte | Silvio Heinevetter Tobias Reichmann |
| Gruppenphase    | Spanien (27:28) Argentinien (33:25) Frankreich (29:30) Norwegen (28:23) Brasilien (29:25) |
| Viertelfinale   | Ägypten (26:31) |
| Halbfinale      | ausgeschieden |
| Finale          | ausgeschieden |
| Platzierung     | 6 |

### Hockey
In Tokio waren beide deutschen Teams vertreten. Die Damen siegten in der Qualifikation gegen Italien 2:0 und 7:0, die Herren gewannen gegen Österreich mit 5:0 und 5:3.
| Wettbewerb      | Frauen (Spiele/Tore) | Männer (Spiele/Tore) |
| --------------- | --- | --- |
| Athleten        | Lisa Altenburg (6/4) Jette Fleschütz (6/0) Hanna Granitzki (6/0) Franzisca Hauke (6/1) Pauline Heinz (3/0) Kira Horn (6/0) Viktoria Huse (6/1) (2. TW) Nathalie Kubalski (0/0) Nike Lorenz (6/1) Pia Maertens (5/0) Lena Micheel (2/0) Selin Oruz (6/0) Cécile Pieper (6/1) Maike Schaunig (3/0) Anne Schröder (6/2) (TW) Julia Sonntag (6/0) Charlotte Stapenhorst (6/1) Amelie Wortmann (5/0) Sonja Zimmermann (6/2) | (2. TW) Victor Aly (0/0) Niklas Bosserhoff (8/1) Florian Fuchs (8/3) Benedikt Fürk (8/1) Mats Grambusch (7/1) Johannes Große (8/0) Martin Häner (8/2) Tobias Hauke (8/0) Timm Herzbruch (7/3) Paul-Philipp Kaufmann (3/0) Linus Müller (7/0) Timur Oruz (7/1) Christopher Rühr (7/3) (TW) Alexander Stadler (8/0) Constantin Staib (8/2) Niklas Wellen (8/2) Justus Weigand (2/1) Lukas Windfeder (8/7) Martin Zwicker (8/0) |
| Trainer         | Xavier Reckinger | Kais al Saadi |
| Gruppenphase    | Großbritannien (2:1) Indien (2:0) Irland (4:2) Südafrika (4:1) Niederlande (1:3) | Kanada (7:1) Belgien (1:3) Großbritannien (5:1) Südafrika (3:4) Niederlande (3:1) |
| Viertelfinale   | Argentinien (0:3) | Argentinien (3:1) |
| Halbfinale      | ausgeschieden | Australien (1:3) |
| Spiel um Bronze | ausgeschieden | Indien (4:5) |
| Platzierung     | 6. Platz | 4. Platz |

### Judo
Deutsche Judoka konnten in 13 der 14 Gewichtsklassen Startplätze für das deutsche Olympiateam erkämpfen. Damit einher ging die Startberechtigung für den Mixed-Mannschaftswettbewerb.
| Athleten | Wettbewerb  | 1. Runde       | 1. Runde | 2. Runde      | 2. Runde | Achtelfinale         | Achtelfinale  | Viertelfinale | Viertelfinale | Halbfinale / Trostrunde | Halbfinale / Trostrunde | Finale / Platz 3 | Finale / Platz 3 | Rang   |
| Athleten | Wettbewerb  | Gegner         | Ergebnis | Gegner        | Ergebnis | Gegner               | Ergebnis      | Gegner        | Ergebnis      | Gegner                  | Ergebnis                | Gegner           | Ergebnis         | Rang   |
| --- | ----------- | -------------- | -------- | ------------- | -------- | -------------------- | ------------- | ------------- | ------------- | ----------------------- | ----------------------- | ---------------- | ---------------- | ------ |
| Frauen |             |                |          |               |          |                      |               |               |               |                         |                         |                  |                  |        |
| Katharina Menz | bis 48 kg   | M. Vargas      | 0s1:1    | —             | —        | ausgeschieden        | ausgeschieden | ausgeschieden | ausgeschieden | ausgeschieden           | ausgeschieden           | ausgeschieden    | ausgeschieden    | 17     |
| Theresa Stoll | bis 57 kg   | Freilos        | Freilos  | —             | —        | E. Liparteliani      | 0:10s1        | ausgeschieden | ausgeschieden | ausgeschieden           | ausgeschieden           | ausgeschieden    | ausgeschieden    | 9      |
| Martyna Trajdos | bis 63 kg   | S. Özbas       | 0s1:1s2  | —             | —        | ausgeschieden        | ausgeschieden | ausgeschieden | ausgeschieden | ausgeschieden           | ausgeschieden           | ausgeschieden    | ausgeschieden    | 17     |
| Giovanna Scoccimarro | bis 70 kg   | E. Rodríguez   | 1s1:0    | —             | —        | A. Coughlan          | 10:0          | C. Arai       | 0:10          | E. Teltsidou            | 10s1:0s2                | S. van Dijke     | 0s2:10s2         | 5      |
| Anna-Maria Wagner | bis 78 kg   | Freilos        | Freilos  | —             | —        | P. Sampaio           | 10:0          | M. Aguiar     | 1s1:0s2       | S. Hamada               | 0:10s1                  | K. Antomarchi    | 1:0              | Bronze |
| Jasmin Grabowski | über 78 kg  | Xu S.          | 0s1:10   | —             | —        | ausgeschieden        | ausgeschieden | ausgeschieden | ausgeschieden | ausgeschieden           | ausgeschieden           | ausgeschieden    | ausgeschieden    | 17     |
| Männer |             |                |          |               |          |                      |               |               |               |                         |                         |                  |                  |        |
| Moritz Plafky | bis 60 kg   | J. Verstraeten | 0s2:1    | —             | —        | ausgeschieden        | ausgeschieden | ausgeschieden | ausgeschieden | ausgeschieden           | ausgeschieden           | ausgeschieden    | ausgeschieden    | 17     |
| Sebastian Seidl | bis 66 kg   | J. Schamilow   | 0s3:10s1 | —             | —        | ausgeschieden        | ausgeschieden | ausgeschieden | ausgeschieden | ausgeschieden           | ausgeschieden           | ausgeschieden    | ausgeschieden    | 17     |
| Igor Wandtke | bis 73 kg   | Freilos        | Freilos  | H. Toʻrayev   | 0s3:10   | ausgeschieden        | ausgeschieden | ausgeschieden | ausgeschieden | ausgeschieden           | ausgeschieden           | ausgeschieden    | ausgeschieden    | 17     |
| Dominic Ressel | bis 81 kg   | Freilos        | Freilos  | W. Abu Rmilah | 10:0     | F. de Wit            | 1s1:0s1       | T. Nagase     | 0:1s2         | A. Chubezow             | 10s1:0s1                | S. Borchashvili  | 0:10s1           | 5      |
| Eduard Trippel | bis 90 kg   | Freilos        | Freilos  | N. Majdov     | 1s1:0    | G. Dong-han          | 10:0          | K. Tóth       | 1s1:0         | M. Žgank                | 1s2:0                   | L. Bekauri       | 0:1s1            | Silber |
| Karl-Richard Frey | bis 100 kg  | M. Swiryd      | 10s2:0s2 | —             | —        | M. Korrel            | 1:0s1         | Cho G.        | 0s2:1s2       | N. Iljassow             | 0s1:1s1                 | ausgeschieden    | ausgeschieden    | 7      |
| Johannes Frey | über 100 kg | J. Mahjoub     | 0s2:1s1  | —             | —        | ausgeschieden        | ausgeschieden | ausgeschieden | ausgeschieden | ausgeschieden           | ausgeschieden           | ausgeschieden    | ausgeschieden    | 17     |
| Mixed |             |                |          |               |          |                      |               |               |               |                         |                         |                  |                  |        |
| Katharina Menz Theresa Stoll Giovanna Scoccimarro Martyna Trajdos Jasmin Grabowski Anna-Maria Wagner Sebastian Seidl Igor Wandtke Dominic Ressel Eduard Trippel Johannes Frey Karl-Richard Frey | Mixed Team  | —              | —        | —             | —        | Refugee Olympic Team | 4:0           | Japan         | 2:4           | Mongolei                | 4:2                     | Niederlande      | 4:2              | Bronze |

### Kanu

#### Kanurennsport
Bei den Weltmeisterschaften 2019 in Szeged (Ungarn) erpaddelten sich die deutschen Rennkanuten insgesamt 15 Quotenplätze in sechs der 12 olympischen Disziplinen. Da die Athleten nicht nur in der Disziplin eingesetzt werden durften, in der der jeweilige Quotenplatz gewonnen wurde, konnte das deutsche Team in Tokio in allen 12 Bootsklassen an den Start gehen.
| Athleten                                                      | Wettbewerb | Vorlauf      | Vorlauf | Viertelfinale | Viertelfinale | Halbfinale    | Halbfinale    | Finale        | Finale        | Rang   |
| Athleten                                                      | Wettbewerb | Zeit         | Rang    | Zeit          | Rang          | Zeit          | Rang          | Zeit          | Rang          | Rang   |
| ------------------------------------------------------------- | ---------- | ------------ | ------- | ------------- | ------------- | ------------- | ------------- | ------------- | ------------- | ------ |
| Frauen                                                        |            |              |         |               |               |               |               |               |               |        |
| Lisa Jahn                                                     | C-1 200 m  | 47,439 s     | 4       | 47,049 s      | 2             | 49,136 s      | 7             | 48,798 s      | 5             | 13     |
| Sophie Koch                                                   | C-1 200 m  | 48,601 s     | 5       | 48,891 s      | 4             | ausgeschieden | ausgeschieden | ausgeschieden | ausgeschieden | 25     |
| Lisa Jahn Sophie Koch                                         | C-2 500 m  | 2:01,184 min | 2       | —             | —             | 2:04,749 min  | 3             | 1:59,943 min  | 4             | 4      |
| Jule Hake                                                     | K-1 500 m  | 1:48,758 min | 3       | —             | —             | 1:54,341 min  | 5             | 1,55,638 min  | 2             | 18     |
| Sabrina Hering-Pradler                                        | K-1 500 m  | 1:49,932 min | 2       | —             | —             | 1:54,140 min  | 4             | 1:53,919 min  | 2             | 10     |
| Sarah Brüßler Caroline Arft                                   | K-2 500 m  | 1:48,06 min  | 3       | 1:48,450 min  | 2             | 1:39,421 min  | 6             | 1:39,953 min  | 3             | 11     |
| Sabrina Hering-Pradler Tina Dietze                            | K-2 500 m  | 1:44,89 min  | 2       | —             | —             | 1:38,954 min  | 4             | 1:42,406 min  | 8             | 8      |
| Tina Dietze Melanie Gebhardt Jule Hake Sabrina Hering-Pradler | K-4 500 m  | 1:34,681 min | 2       | —             | —             | 1:36,737 min  | 3             | 1:37,243 min  | 5             | 5      |
| Männer                                                        |            |              |         |               |               |               |               |               |               |        |
| Sebastian Brendel                                             | C-1 1000 m | 4:02,351 min | 3       | 4:07,036 min  | 1             | 4:11,413 min  | 7             | 4:03,723 min  | 2             | 10     |
| Conrad Scheibner                                              | C-1 1000 m | 4:04,920 min | 2       | —             | —             | 4:08,503 min  | 3             | 4:13,725 min  | 6             | 6      |
| Tim Hecker Sebastian Brendel                                  | C-2 1000 m | 3:42,774 min | 1       | —             | —             | 3:26,812 min  | 1             | 3:25,615 min  | 3             | Bronze |
| Jacob Schopf                                                  | K-1 1000 m | 3:39,504 min | 1       | —             | —             | 3:25,586 min  | 3             | 3:22,554 min  | 4             | 4      |
| Max Hoff Jacob Schopf                                         | K-2 1000 m | 3:09,830 min | 2       | —             | —             | 3:17,554 min  | 1             | 3:15,584 min  | 2             | Silber |
| Max Lemke Tom Liebscher Ronald Rauhe Max Rendschmidt          | K-4 500 m  | 1:21,890 min | 1       | —             | —             | 1:23,049 min  | 1             | 1:22,219 min  | 1             | Gold   |

#### Kanuslalom
Im Laufe der Kanuslalomweltmeisterschaften in Spanien 2019 hatten sich die deutsche Kanuten je einen Quotenplatz im Männer K-1, Frauen K-1 und Frauen C-1 erfahren. Bei den Europameisterschaften 2021 im italienischen Ivrea kam auch noch ein Platz im Männer C-1 hinzu. Die nominierten Athleten wurden am 1. Juni im Rahmen der zweiten Nominierungsrunde des DOSB benannt.
| Athleten         | Wettbewerb | Vorlauf  | Vorlauf | Halbfinale | Halbfinale | Finale   | Finale | Rang   |
| Athleten         | Wettbewerb | Zeit     | Rang    | Zeit       | Rang       | Zeit     | Rang   | Rang   |
| ---------------- | ---------- | -------- | ------- | ---------- | ---------- | -------- | ------ | ------ |
| Frauen           |            |          |         |            |            |          |        |        |
| Andrea Herzog    | C-1        | 106,34 s | 2       | 114,61 s   | 4          | 111,13 s | 3      | Bronze |
| Ricarda Funk     | K-1        | 101,56 s | 2       | 107,96 s   | 3          | 105,50 s | 1      | Gold   |
| Männer           |            |          |         |            |            |          |        |        |
| Sideris Tasiadis | C-1        | 100,69 s | 6       | 105,35 s   | 6          | 103,70 s | 3      | Bronze |
| Hannes Aigner    | K-1        | 90,14 s  | 1       | 97,97 s    | 7          | 97,11 s  | 3      | Bronze |

### Karate

#### Kata
Durch den dritten Platz beim Qualifikationsturnier in Paris erkämpfte sich Jasmin Jüttner den Startplatz in Tokio. Ilja Smorguner erhielt eine Wildcard des Weltverbandes.
| Athleten       | Wettbewerb | Ausscheidungsrunde | Ausscheidungsrunde | Platzierungsrunde | Platzierungsrunde | Kampf um Gold / Bronze | Kampf um Gold / Bronze | Kampf um Gold / Bronze | Rang |
| Athleten       | Wettbewerb | Punkte             | Rang               | Punkte            | Rang              | Gegner                 | Punkte                 | Rang                   | Rang |
| -------------- | ---------- | ------------------ | ------------------ | ----------------- | ----------------- | ---------------------- | ---------------------- | ---------------------- | ---- |
| Frauen         |            |                    |                    |                   |                   |                        |                        |                        |      |
| Jasmin Jüttner | Kata       | 24,29              | 4                  | ausgeschieden     | ausgeschieden     | ausgeschieden          | ausgeschieden          | ausgeschieden          | 7    |
| Männer         |            |                    |                    |                   |                   |                        |                        |                        |      |
| Ilja Smorguner | Kata       | 24,56              | 4                  | ausgeschieden     | ausgeschieden     | ausgeschieden          | ausgeschieden          | ausgeschieden          | 7    |

#### Kumite
Über die WKF-Rangliste konnte sich in Karate Kumite aus Deutschland Jonathan Horne in der Gewichtsklasse + 75,0 kg qualifizieren, Noah Bitsch sicherte sich seinen Startplatz beim abschließenden Qualifikationsturnier in der Klasse bis 75,0 kg.
| Athleten       | Wettbewerb        | Gruppenphase  | Gruppenphase | Rang | Halbfinale    | Halbfinale    | Finale        | Finale        | Rang          |
| Athleten       | Wettbewerb        | Gegner        | Ergebnis     | Rang | Gegner        | Ergebnis      | Gegner        | Ergebnis      | Rang          |
| -------------- | ----------------- | ------------- | ------------ | ---- | ------------- | ------------- | ------------- | ------------- | ------------- |
| Männer         |                   |               |              |      |               |               |               |               |               |
| Noah Bitsch    | Kumite bis 75 kg  | R. Ağayev     | 1:2          | 3    | ausgeschieden | ausgeschieden | ausgeschieden | ausgeschieden | ausgeschieden |
| Noah Bitsch    | Kumite bis 75 kg  | N. Äschiqanow | 3:3          | 3    | ausgeschieden | ausgeschieden | ausgeschieden | ausgeschieden | ausgeschieden |
| Noah Bitsch    | Kumite bis 75 kg  | L. Busà       | 2:2          | 3    | ausgeschieden | ausgeschieden | ausgeschieden | ausgeschieden | ausgeschieden |
| Noah Bitsch    | Kumite bis 75 kg  | T. Yahiro     | 5:3          | 3    | ausgeschieden | ausgeschieden | ausgeschieden | ausgeschieden | ausgeschieden |
| Jonathan Horne | Kumite über 75 kg | D. Juldaschew | 4:4          | 5    | ausgeschieden | ausgeschieden | ausgeschieden | ausgeschieden | ausgeschieden |
| Jonathan Horne | Kumite über 75 kg | G. Arkania    | 4:3          | 5    | ausgeschieden | ausgeschieden | ausgeschieden | ausgeschieden | ausgeschieden |
| Jonathan Horne | Kumite über 75 kg | R. Araga      | DNS          | 5    | ausgeschieden | ausgeschieden | ausgeschieden | ausgeschieden | ausgeschieden |
| Jonathan Horne | Kumite über 75 kg | U. Aktaş      | DNS          | 5    | ausgeschieden | ausgeschieden | ausgeschieden | ausgeschieden | ausgeschieden |

### Leichtathletik
Mit dem Finaleinzug bei den Leichtathletik-Weltmeisterschaften in Doha hatte sich die deutsche 4-mal-100-Meter-Staffel der Frauen für Tokio qualifiziert. Der 4-mal-100-Meter-Staffel der Männer und der 4-mal-400-Meter-Staffel der Frauen gelang dies bei den Staffelweltmeisterschaften 2021 in Chorzow.
 Laufen und Gehen 
| Athleten                                                                                          | Wettbewerb       | 1. Runde     | 1. Runde | Halbfinale    | Halbfinale    | Finale        | Finale        | Rang   |
| Athleten                                                                                          | Wettbewerb       | Zeit         | Rang     | Zeit          | Rang          | Zeit          | Rang          | Rang   |
| ------------------------------------------------------------------------------------------------- | ---------------- | ------------ | -------- | ------------- | ------------- | ------------- | ------------- | ------ |
| Frauen                                                                                            |                  |              |          |               |               |               |               |        |
| Alexandra Burghardt                                                                               | 100 m            | 11,08 s      | 13       | 11,07 s       | 11            | ausgeschieden | ausgeschieden | 11     |
| Tatjana Pinto                                                                                     | 100 m            | 11,16 s      | 20       | 11,35 s       | 22            | ausgeschieden | ausgeschieden | 22     |
| Rebekka Haase                                                                                     | 200 m            | DNS          | DNS      | DNS           | DNS           | DNS           | DNS           | DNS    |
| Lisa-Marie Kwayie                                                                                 | 200 m            | 23,14 s      | 21       | 23,42 s       | 25            | ausgeschieden | ausgeschieden | 25     |
| Jessica-Bianca Wessolly                                                                           | 200 m            | 23,41 s      | 32       | ausgeschieden | ausgeschieden | ausgeschieden | ausgeschieden | 32     |
| Corinna Schwab                                                                                    | 400 m            | 52,29 s      | 27       | ausgeschieden | ausgeschieden | ausgeschieden | ausgeschieden | 27     |
| Christina Hering                                                                                  | 800 m            | 2:02,23 min  | 30       | ausgeschieden | ausgeschieden | ausgeschieden | ausgeschieden | 30     |
| Katharina Trost                                                                                   | 800 m            | 2:00,99 min  | 13       | 2:02,14 min   | 20            | ausgeschieden | ausgeschieden | 20     |
| Caterina Granz                                                                                    | 1500 m           | 4:06,22 min  | 24       | 4:10,93 min   | 25            | ausgeschieden | ausgeschieden | 25     |
| Hanna Klein                                                                                       | 1500 m           | 4:14,83 min  | 39       | ausgeschieden | ausgeschieden | ausgeschieden | ausgeschieden | 39     |
| Konstanze Klosterhalfen                                                                           | 10.000 m         | —            | —        | —             | —             | 31:01,97 min  | 8             | 8      |
| Ricarda Lobe                                                                                      | 100 m Hürden     | 13,43 s      | 35       | ausgeschieden | ausgeschieden | ausgeschieden | ausgeschieden | 35     |
| Carolina Krafzik                                                                                  | 400 m Hürden     | 54,72 s      | 5        | 54,96 s       | 10            | ausgeschieden | ausgeschieden | 10     |
| Elena Burkard                                                                                     | 3000 m Hindernis | 9:30,64 min  | 17       | —             | —             | ausgeschieden | ausgeschieden | 17     |
| Gesa Felicitas Krause                                                                             | 3000 m Hindernis | 9:19,62 min  | 5        | —             | —             | 9:14,00 min   | 5             | 5      |
| Lea Meyer                                                                                         | 3000 m Hindernis | 9:33,00 min  | 22       | —             | —             | ausgeschieden | ausgeschieden | 22     |
| Melat Yisak Kejeta                                                                                | Marathon         | —            | —        | —             | —             | 2:29:16 h     | 6             | 6      |
| Deborah Schöneborn                                                                                | Marathon         | —            | —        | —             | —             | 2:33:08 h     | 18            | 18     |
| Katharina Steinruck                                                                               | Marathon         | —            | —        | —             | —             | 2:35:00 h     | 31            | 31     |
| Rabea Schöneborn                                                                                  | Marathon         | —            | —        | —             | —             | Ersatz        | Ersatz        | Ersatz |
| Saskia Feige                                                                                      | 20 km Gehen      | —            | —        | —             | —             | DNF           | DNF           | DNF    |
| Rebekka Haase Alexandra Burghardt Tatjana Pinto Gina Lückenkemper                                 | 4 × 100 m        | 42,00 s      | 3        | —             | —             | 42,12 s       | 5             | 5      |
| Corinna Schwab Carolina Krafzik Laura Müller Ruth Sophia Spelmeyer-Preuß                          | 4 × 400 m        | 3:24,77 min  | 10       | —             | —             | ausgeschieden | ausgeschieden | 10     |
| Männer                                                                                            |                  |              |          |               |               |               |               |        |
| Steven Müller                                                                                     | 200 m            | 21,08 s      | 40       | ausgeschieden | ausgeschieden | ausgeschieden | ausgeschieden | 40     |
| Marvin Schlegel                                                                                   | 400 m            | 46,39 s      | 35       | ausgeschieden | ausgeschieden | ausgeschieden | ausgeschieden | 35     |
| Amos Bartelsmeyer                                                                                 | 1500 m           | 3:38,36 min  | 29       | ausgeschieden | ausgeschieden | ausgeschieden | ausgeschieden | 29     |
| Robert Farken                                                                                     | 1500 m           | 3:36,61 min  | 12       | 3:35,21 min   | 18            | ausgeschieden | ausgeschieden | 18     |
| Mohamed Mohumed                                                                                   | 5000 m           | 13:50,46 min | 31       | —             | —             | ausgeschieden | ausgeschieden | 31     |
| Gregor Traber                                                                                     | 110 m Hürden     | 13,65 s      | 30       | ausgeschieden | ausgeschieden | ausgeschieden | ausgeschieden | 30     |
| Joshua Abuaku                                                                                     | 400 m Hürden     | 49,50 s      | 20       | 49,93 s       | 23            | ausgeschieden | ausgeschieden | 23     |
| Luke Campbell                                                                                     | 400 m Hürden     | 49,19 s      | 15       | 48,62 s       | 11            | ausgeschieden | ausgeschieden | 11     |
| Constantin Preis                                                                                  | 400 m Hürden     | 49,73 s      | 24       | 49,10 s       | 17            | ausgeschieden | ausgeschieden | 17     |
| Karl Bebendorf                                                                                    | 3000 m Hindernis | 8:33,27 min  | 34       | —             | —             | ausgeschieden | ausgeschieden | 34     |
| Amanal Petros                                                                                     | Marathon         | —            | —        | —             | —             | 2:16:33 h     | 30            | 30     |
| Hendrik Pfeiffer                                                                                  | Marathon         | —            | —        | —             | —             | 2:20:43 h     | 50            | 50     |
| Richard Ringer                                                                                    | Marathon         | —            | —        | —             | —             | 2:16:08 h     | 26            | 26     |
| Simon Boch                                                                                        | Marathon         | —            | —        | —             | —             | Ersatz        | Ersatz        | Ersatz |
| Nils Brembach                                                                                     | 20 km Gehen      | —            | —        | —             | —             | 1:26:45 h     | 28            | 28     |
| Leo Köpp                                                                                          | 20 km Gehen      | —            | —        | —             | —             | 1:24:46 h     | 22            | 22     |
| Christopher Linke                                                                                 | 20 km Gehen      | —            | —        | —             | —             | 1:21:50 h     | 5             | 5      |
| Hagen Pohle                                                                                       | 20 km Gehen      | —            | —        | —             | —             | Ersatz        | Ersatz        | Ersatz |
| Carl Dohmann                                                                                      | 50 km Gehen      | —            | —        | —             | —             | 4:07:18 h     | 33            | 33     |
| Jonathan Hilbert                                                                                  | 50 km Gehen      | —            | —        | —             | —             | 3:50:44 h     | 2             | Silber |
| Nathaniel Seiler                                                                                  | 50 km Gehen      | —            | —        | —             | —             | 4:15:37 h     | 42            | 42     |
| Karl Junghannß                                                                                    | 50 km Gehen      | —            | —        | —             | —             | Ersatz        | Ersatz        | Ersatz |
| Julian Reus Joshua Hartmann Deniz Almas Lucas Ansah-Peprah                                        | 4 × 100 m        | 38,06 s      | 4        | —             | —             | 38,12 s       | 6             | 6      |
| Marvin Schlegel Luke Campbell Jean Paul Bredau Manuel Sanders                                     | 4 × 400 m        | 3:03,62 min  | 8        | —             | —             | ausgeschieden | ausgeschieden | 16     |
| Mixed                                                                                             |                  |              |          |               |               |               |               |        |
| Marvin Schlegel Corinna Schwab Ruth Sophia Spelmeyer-Preuß (Vorlauf) Nadine Gonska Manuel Sanders | 4 × 400 m        | 3:12,94 min  | 9        | —             | —             | DNF           | 9             | 9      |

Springen und Werfen
| Athleten                   | Wettbewerb     | Qualifikation | Qualifikation | Finale        | Finale        | Rang   |
| Athleten                   | Wettbewerb     | Weite/Höhe    | Rang          | Weite/Höhe    | Rang          | Rang   |
| -------------------------- | -------------- | ------------- | ------------- | ------------- | ------------- | ------ |
| Frauen                     |                |               |               |               |               |        |
| Marie-Laurence Jungfleisch | Hochsprung     | 1,95 m        | 3             | 1,93 m        | 10            | 10     |
| Imke Onnen                 | Hochsprung     | 1,86 m        | 14            | ausgeschieden | ausgeschieden | 25     |
| Maryse Luzolo              | Weitsprung     | 6,54 m        | 14            | ausgeschieden | ausgeschieden | 14     |
| Malaika Mihambo            | Weitsprung     | 6,98 m        | 2             | 7,00 m        | 1             | Gold   |
| Neele Eckhardt-Noack       | Dreisprung     | 14,20 m       | 13            | ausgeschieden | ausgeschieden | 13     |
| Kristin Gierisch           | Dreisprung     | 13,02 m       | 30            | ausgeschieden | ausgeschieden | 30     |
| Sara Gambetta              | Kugelstoßen    | 18,57 m       | 12            | 18,88 m       | 8             | 8      |
| Katharina Maisch           | Kugelstoßen    | 17,89 m       | 15            | ausgeschieden | ausgeschieden | 15     |
| Christina Schwanitz        | Kugelstoßen    | 18,08 m       | 14            | ausgeschieden | ausgeschieden | 14     |
| Alina Kenzel               | Kugelstoßen    | Ersatz        | Ersatz        | Ersatz        | Ersatz        | Ersatz |
| Samantha Borutta           | Hammerwurf     | 67,38 m       | 24            | ausgeschieden | ausgeschieden | 24     |
| Kristin Pudenz             | Diskuswurf     | 63,73 m       | 4             | 66,86 m       | 2             | Silber |
| Marike Steinacker          | Diskuswurf     | 63,22 m       | 6             | 62,02 m       | 8             | 8      |
| Claudine Vita              | Diskuswurf     | 62,46 m       | 10            | 61,80 m       | 9             | 9      |
| Shanice Craft              | Diskuswurf     | Ersatz        | Ersatz        | Ersatz        | Ersatz        | Ersatz |
| Christin Hussong           | Speerwurf      | 61,68 m       | 11            | 59,94 m       | 9             | 9      |
| Männer                     |                |               |               |               |               |        |
| Mateusz Przybylko          | Hochsprung     | 2,21 m        | 23            | ausgeschieden | ausgeschieden | 23     |
| Fabian Heinle              | Weitsprung     | 7,96 m        | 8             | 7,62 m        | 12            | 12     |
| Torben Blech               | Stabhochsprung | 5,30 m        | 26            | ausgeschieden | ausgeschieden | 26     |
| Bo Kanda Lita Baehre       | Stabhochsprung | 5,75 m        | 1             | 5,70 m        | 11            | 11     |
| Oleg Zernikel              | Stabhochsprung | 5,65 m        | 13            | 5,70 m        | 9             | 9      |
| Max Heß                    | Dreisprung     | 16,96         | 17            | ausgeschieden | ausgeschieden | 17     |
| Daniel Jasinski            | Diskuswurf     | 63,29 m       | 7             | 62,44 m       | 10            | 10     |
| Clemens Prüfer             | Diskuswurf     | 63,18 m       | 8             | 61,75 m       | 11            | 11     |
| David Wrobel               | Diskuswurf     | 60,38 m       | 22            | ausgeschieden | ausgeschieden | 22     |
| Christoph Harting          | Diskuswurf     | Ersatz        | Ersatz        | Ersatz        | Ersatz        | Ersatz |
| Tristan Schwandke          | Hammerwurf     | 73,77 m       | 21            | ausgeschieden | ausgeschieden | 21     |
| Bernhard Seifert           | Speerwurf      | 68,30 m       | 31            | ausgeschieden | ausgeschieden | 31     |
| Johannes Vetter            | Speerwurf      | 85,64 m       | 2             | 82,52 m       | 9             | 9      |
| Julian Weber               | Speerwurf      | 84,41 m       | 3             | 85,30 m       | 4             | 4      |
| Andreas Hofmann            | Speerwurf      | Ersatz        | Ersatz        | Ersatz        | Ersatz        | Ersatz |

 Mehrkampf 
| Athletinnen     | 100 m Hürden | 100 m Hürden | Hochsprung | Hochsprung | Kugelstoßen | Kugelstoßen | 200 m   | 200 m  | Weitsprung | Weitsprung | Speerwurf | Speerwurf | 800 m       | 800 m  | Punkte | Rang |
| Athletinnen     | Zeit         | Punkte       | Höhe       | Punkte     | Weite       | Punkte      | Zeit    | Punkte | Weite      | Punkte     | Weite     | Punkte    | Zeit        | Punkte | Punkte | Rang |
| --------------- | ------------ | ------------ | ---------- | ---------- | ----------- | ----------- | ------- | ------ | ---------- | ---------- | --------- | --------- | ----------- | ------ | ------ | ---- |
| Siebenkampf     |              |              |            |            |             |             |         |        |            |            |           |           |             |        |        |      |
| Vanessa Grimm   | 13,88 s      | 995          | 1,77 m     | 941        | 14,52 m     | 829         | 25,03 s | 884    | 5,94 m     | 831        | 44,75 m   | 759       | 2:16,27 min | 875    | 6114   | 19   |
| Carolin Schäfer | 13,29 s      | 1081         | 1,80 m     | 978        | 13,99 m     | 793         | 24,33 s | 949    | 5,78 m     | 783        | 54,10 m   | 940       | 2:14,82 min | 895    | 6419   | 7    |

| Athleten     | 100 m   | 100 m | Weitsprung | Weitsprung | Kugelstoßen | Kugelstoßen | Hochsprung | Hochsprung | 400 m   | 400 m | 110 m Hürden | 110 m Hürden | Diskuswurf | Diskuswurf | Stabhochsprung | Stabhochsprung | Speerwurf  | Speerwurf  | 1500 m      | 1500 m     | Punkte     | Rang       |
| Athleten     | Zeit    | Pkte. | Weite      | Pkte.      | Weite       | Pkte.       | Höhe       | Pkte.      | Zeit    | Pkte. | Zeit         | Pkte.        | Weite      | Pkte.      | Höhe           | Pkte.          | Weite      | Pkte.      | Zeit        | Pkte.      | Punkte     | Rang       |
| ------------ | ------- | ----- | ---------- | ---------- | ----------- | ----------- | ---------- | ---------- | ------- | ----- | ------------ | ------------ | ---------- | ---------- | -------------- | -------------- | ---------- | ---------- | ----------- | ---------- | ---------- | ---------- |
| Zehnkampf    |         |       |            |            |             |             |            |            |         |       |              |              |            |            |                |                |            |            |             |            |            |            |
| Niklas Kaul  | 11,22 s | 812   | 7,36 m     | 900        | 14,55 m     | 762         | 2,11 m     | 906        | DNF     | 0     | aufgegeben   | aufgegeben   | aufgegeben | aufgegeben | aufgegeben     | aufgegeben     | aufgegeben | aufgegeben | aufgegeben  | aufgegeben | aufgegeben | aufgegeben |
| Kai Kazmirek | 11,09 s | 841   | 7,48 m     | 930        | 14,46 m     | 757         | 2,02 m     | 822        | 48,17 s | 901   | 14,73 s      | 882          | 42,70 m    | 720        | 4,80 m         | 849            | 63,76 m    | 795        | 4:48,30 min | 629        | 8126       | 14         |

### Moderner Fünfkampf
Annika Schleu und Patrick Dogue hatten bei den Europameisterschaften in Bath 2019 ihre Startplätze für Tokio erkämpfen können.
| Athleten         | Fechten | Fechten | Schwimmen   | Schwimmen | Reiten   | Reiten | Combined     | Combined | Punkte | Rang |
| Athleten         | Bilanz  | Punkte  | Zeit        | Punkte    | Zeit     | Punkte | Zeit         | Punkte   | Punkte | Rang |
| ---------------- | ------- | ------- | ----------- | --------- | -------- | ------ | ------------ | -------- | ------ | ---- |
| Frauen           |         |         |             |           |          |        |              |          |        |      |
| Annika Schleu    | 29+0    | 274     | 2:16,99 min | 277       | E        | 0      | 12:43,20 min | 529      | 1088   | 31   |
| Rebecca Langrehr | 20+1    | 221     | 2:17,38 min | 276       | 116,17 s | 220    | 12:49,26 min | 532      | 1248   | 28   |
| Männer           |         |         |             |           |          |        |              |          |        |      |
| Patrick Dogue    | 11+1    | 167     | 2:04,27 min | 302       | 79,76 s  | 300    | 11:00,99 min | 640      | 1409   | 20   |
| Fabian Liebig    | 16+0    | 196     | 2:03,02 min | 304       | 74,32 s  | 279    | 11:08,69 min | 632      | 1411   | 19   |

### Radsport

#### Bahn
| Athleten                                                                 | Wettbewerb            | Qualifikation | Qualifikation | 1. Runde     | 1. Runde   | Finals       | Finals      | Rang   |
| Athleten                                                                 | Wettbewerb            | Zeit          | Rang          | Zeit         | Rang       | Zeit/Punkte  | Rang        | Rang   |
| ------------------------------------------------------------------------ | --------------------- | ------------- | ------------- | ------------ | ---------- | ------------ | ----------- | ------ |
| Frauen                                                                   |                       |               |               |              |            |              |             |        |
| Lea Sophie Friedrich                                                     | Sprint                | Gewinnerin    | Gewinnerin    | Gewinnerin   | Gewinnerin | Verliererin  | Verliererin | 4      |
| Emma Hinze                                                               | Sprint                | Gewinnerin    | Gewinnerin    | Gewinnerin   | Gewinnerin | 11,078 s     | 1           | 7      |
| Lea Sophie Friedrich                                                     | Keirin                | Gewinner      | Gewinner      |              |            |              | 16          | 16     |
| Emma Hinze                                                               | Keirin                | + 0,310 s     | 5             |              |            |              | 7           | 7      |
| Franziska Brauße Lisa Klein                                              | Madison               | —             | —             | —            | —          | −40          | 12          | 12     |
| Lea Sophie Friedrich Pauline Grabosch Emma Hinze                         | Teamsprint            | 32,102 s      | 1             | 31,905 s     | 2          | 31,980 s     | 2           | Silber |
| Franziska Brauße Lisa Klein Mieke Kröger Lisa Brennauer Charlotte Becker | Mannschaftsverfolgung | 4:07,307 min  | 1             | 4:06,159 min | 1          | 4:04,249 min | 1           | Gold   |
| Männer                                                                   |                       |               |               |              |            |              |             |        |
| Stefan Bötticher                                                         | Sprint                | Verlierer     | Verlierer     |              |            |              |             | 15     |
| Maximilian Levy                                                          | Sprint                | Gewinner      | Gewinner      |              |            |              |             | 5      |
| Stefan Bötticher                                                         | Keirin                | +0,115 s      | 4             |              |            |              |             | 13     |
| Maximilian Levy                                                          | Keirin                | +0,010 s      | 2             |              |            |              | 6           | 6      |
| Roger Kluge Theo Reinhardt                                               | Madison               | —             | —             | —            | —          | −6           | 9           | 9      |
| Timo Bichler Stefan Bötticher Maximilian Levy                            | Teamsprint            | 43,140 s      | 7             | 42,733 s     | 5          | w.o.         | w.o.        | 5      |
| Felix Groß Theo Reinhardt Leon Rohde Domenic Weinstein                   | Mannschaftsverfolgung | 3:50,830 min  | 7             | 3:48,861 min | 6          | 3:50,023 min | 2           | 6      |

Omnium
| Athleten    | Wettbewerb | Scratch | Scratch | Temporennen | Temporennen | Ausscheidungs- fahren | Ausscheidungs- fahren | Punkte- fahren | Punkte- fahren | Punkte | Rang |
| Athleten    | Wettbewerb | Punkte  | Rang    | Zeit        | Rang        | Punkte                | Rang                  | Punkte         | Zieleinlauf    | Punkte | Rang |
| ----------- | ---------- | ------- | ------- | ----------- | ----------- | --------------------- | --------------------- | -------------- | -------------- | ------ | ---- |
| Männer      |            |         |         |             |             |                       |                       |                |                |        |      |
| Roger Kluge | Omnium     | 18      | 12      | 20          | 11          | 8                     | 17                    | 45             | 12             | 91     | 9    |

#### Straße

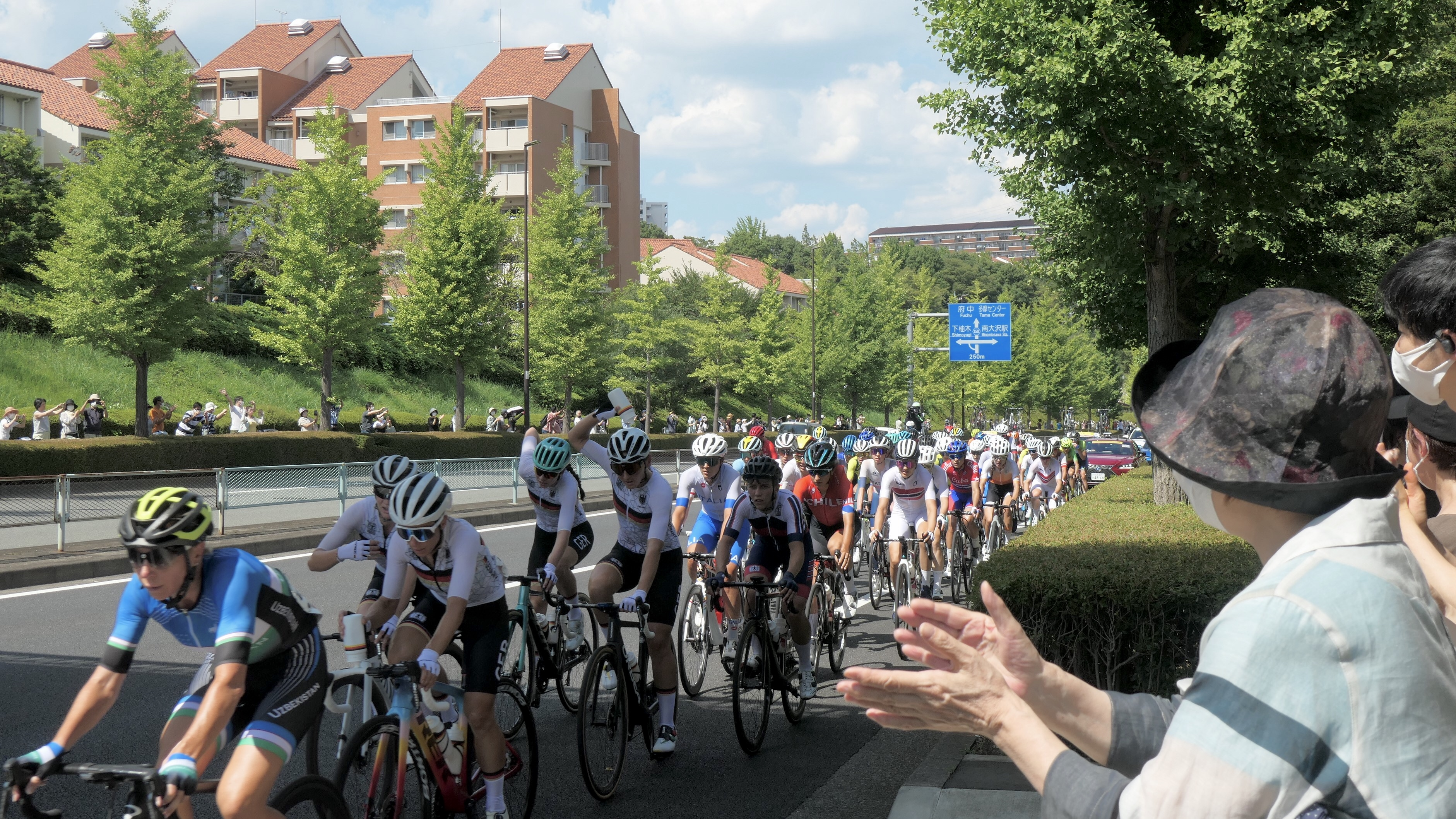
Die vier deutschen Straßenfahrerinnen in ihrem Rennen an den Positionen zwei bis fünf

| Athleten              | Wettbewerb       | Zeit         | Rang         |
| --------------------- | ---------------- | ------------ | ------------ |
| Frauen                |                  |              |              |
| Lisa Brennauer        | Straßenrennen    | 3:54:31 h    | 6            |
| Liane Lippert         | Straßenrennen    | 3:55:17 h    | 23           |
| Hannah Ludwig         | Straßenrennen    | 4:01:08 h    | 41           |
| Trixi Worrack         | Straßenrennen    | DNF          | DNF          |
| Lisa Brennauer        | Einzelzeitfahren | 31:10,71 min | 6            |
| Lisa Klein            | Einzelzeitfahren | 33:01,97 min | 13           |
| Männer                |                  |              |              |
| Nikias Arndt          | Straßenrennen    | 6:16:53 h    | 54           |
| Emanuel Buchmann      | Straßenrennen    | 6:11:46 h    | 29           |
| Simon Geschke         | Straßenrennen    | DNS          | DNS          |
| Maximilian Schachmann | Straßenrennen    | 6:06:47 h    | 10           |
| Nikias Arndt          | Einzelzeitfahren | 58:49,39 min | 19           |
| Maximilian Schachmann | Einzelzeitfahren | 58:33,82 min | 15           |
| Simon Geschke         | Einzelzeitfahren | Ersatzfahrer | Ersatzfahrer |

#### BMX
| Athleten      | Wettbewerb    | Qualifikation | Qualifikation | Finale | Finale | Rang   |
| Athleten      | Wettbewerb    | Punkte        | Rang          | Punkte | Rang   | Rang   |
| ------------- | ------------- | ------------- | ------------- | ------ | ------ | ------ |
| Frauen        |               |               |               |        |        |        |
| Lara Lessmann | BMX-Freestyle | 69,70         | 6             | 79,60  | 6      | 6      |
| Rebecca Gruhn | BMX-Freestyle | Ersatz        | Ersatz        | Ersatz | Ersatz | Ersatz |

#### Mountainbike
| Athleten          | Wettbewerb    | Zeit      | Rang |
| ----------------- | ------------- | --------- | ---- |
| Frauen            |               |           |      |
| Elisabeth Brandau | Cross-Country | + 1 Runde | 32   |
| Ronja Eibl        | Cross-Country | 1:23:59 h | 19   |
| Männer            |               |           |      |
| Maximilian Brandl | Cross-Country | 1:29:49 h | 21   |
| Manuel Fumic      | Cross-Country | 1:32:28 h | 28   |

### Reiten
Über die Weltreiterspiele 2018 hatten sich die deutschen Mannschaften für alle drei Disziplinen im Reitsport (Dressur-, Spring- und Vielseitigkeitsreiten) qualifiziert. Somit standen der deutschen Delegation auch in den Einzelwettbewerben jeweils drei Startplätze bereits zu.

#### Dressurreiten
| Athleten | Wettbewerb                                                                       | Prozent / Punkte                                                                 | Prozent / Punkte                                                                 | Prozent / Punkte                                                                 | Rang                                                                             |
| Athleten | Wettbewerb                                                                       | Grand Prix (Qualifikation)                                                       | GP Spécial                                                                       | GP Kür                                                                           | Rang                                                                             |
| --- | -------------------------------------------------------------------------------- | -------------------------------------------------------------------------------- | -------------------------------------------------------------------------------- | -------------------------------------------------------------------------------- | -------------------------------------------------------------------------------- |
| Jessica von Bredow-Werndl mit TSF Dalera BB                                                                  | Einzel                                                                           | 84,379 %                                                                         | —                                                                                | 91,732 %                                                                         | Gold                                                                             |
| Dorothee Schneider mit Showtime FRH                                                                          | Einzel                                                                           | 78,820 %                                                                         | —                                                                                | 79,432 %                                                                         | 15                                                                               |
| Isabell Werth mit Bella Rose                                                                                 | Einzel                                                                           | 82,500 %                                                                         | —                                                                                | 89,657 %                                                                         | Silber                                                                           |
| Jessica von Bredow-Werndl mit TSF Dalera BB Dorothee Schneider mit Showtime FRH Isabell Werth mit Bella Rose | Mannschaft                                                                       | 7911,5                                                                           | 8178,0                                                                           | —                                                                                | Gold                                                                             |
| Helen Langehanenberg                                                                                         | Reservepaar, hätte bei Ausfall eines anderen Paares eingewechselt werden können. | Reservepaar, hätte bei Ausfall eines anderen Paares eingewechselt werden können. | Reservepaar, hätte bei Ausfall eines anderen Paares eingewechselt werden können. | Reservepaar, hätte bei Ausfall eines anderen Paares eingewechselt werden können. | Reservepaar, hätte bei Ausfall eines anderen Paares eingewechselt werden können. |

#### Springreiten
| Athleten                                                                                    | Wettbewerb | Strafpunkte   | Strafpunkte   | Strafpunkte   | Strafpunkte   | Strafpunkte   | Strafpunkte   | Rang |
| Athleten                                                                                    | Wettbewerb | Einzelwertung | Einzelwertung | Einzelwertung | Nationenpreis | Nationenpreis | Nationenpreis | Rang |
| Athleten                                                                                    | Wettbewerb | Qualifikation | 1. Umlauf     | Stechen       | Qualifikation | 1. Umlauf     | Stechen       | Rang |
| ------------------------------------------------------------------------------------------- | ---------- | ------------- | ------------- | ------------- | ------------- | ------------- | ------------- | ---- |
| Daniel Deußer mit Killer Queen                                                              | Einzel     | (0)           | (8)           | ausgeschieden | —             | —             | —             | 18   |
| Christian Kukuk mit Mumbai                                                                  | Einzel     | (4)           | ausgeschieden | ausgeschieden | —             | —             | —             | 31   |
| André Thieme mit DSP Chakaria                                                               | Einzel     | (4)           | ausgeschieden | ausgeschieden | —             | —             | —             | 31   |
| Maurice Tebbel mit Don Diarado                                                              | Einzel     | Ersatz        | Ersatz        | Ersatz        | —             | —             | —             | -    |
| Maurice Tebbel mit Don Diarado André Thieme mit DSP Chakaria Daniel Deußer mit Killer Queen | Mannschaft | —             | —             | —             | (4)           | DNF           | -             | 9    |

#### Vielseitigkeitsreiten
| Athleten | Wettbewerb | Minuspunkte Dressur | Minuspunkte Gelände | Minuspunkte Springen | Minuspunkte Springen | Minuspunkte Gesamt | Rang |
| --- | --- | --- | --- | --- | --- | --- | --- |
| Sandra Auffarth mit Viamant du Matz                                                                          | Einzel | 34,10 | 22,40 | 0,00 | ausgeschieden | 56,50 | 31 |
| Michael Jung mit fischerChipmunk                                                                             | Einzel | 21,10 | 11,00 | 0,00 | 4,00 | 36,10 | 8 |
| Julia Krajewski mit Amande de B’Neville                                                                      | Einzel | 25,20 | 0,40 | 0,00 | 0,40 | 26,00 | Gold |
| Sandra Auffarth mit Viamant du Matz Michael Jung mit fischerChipmunk Julia Krajewski mit Amande de B’Neville | Mannschaft | 80,40 | 33,8 | 0,00 | — | 114,20 | 4 |
| Andreas Dibowski mit Corrida                                                                                 | Reservepaar, hätte bei Ausfall eines anderen Paares gegen zusätzliche Strafpunkte in der darauffolgenden Teilprüfung eingewechselt werden können. | Reservepaar, hätte bei Ausfall eines anderen Paares gegen zusätzliche Strafpunkte in der darauffolgenden Teilprüfung eingewechselt werden können. | Reservepaar, hätte bei Ausfall eines anderen Paares gegen zusätzliche Strafpunkte in der darauffolgenden Teilprüfung eingewechselt werden können. | Reservepaar, hätte bei Ausfall eines anderen Paares gegen zusätzliche Strafpunkte in der darauffolgenden Teilprüfung eingewechselt werden können. | Reservepaar, hätte bei Ausfall eines anderen Paares gegen zusätzliche Strafpunkte in der darauffolgenden Teilprüfung eingewechselt werden können. | Reservepaar, hätte bei Ausfall eines anderen Paares gegen zusätzliche Strafpunkte in der darauffolgenden Teilprüfung eingewechselt werden können. | Reservepaar, hätte bei Ausfall eines anderen Paares gegen zusätzliche Strafpunkte in der darauffolgenden Teilprüfung eingewechselt werden können. |

### Ringen

#### Freier Stil
Legende: G = Gewonnen, V = Verloren, S = Schultersieg
| Athleten            | Wettbewerb        | Achtelfinale     | Achtelfinale | Viertelfinale    | Viertelfinale | Halbfinale    | Halbfinale    | Hoffnungsrunde Halbfinale | Hoffnungsrunde Halbfinale | Hoffnungsrunde Finale | Hoffnungsrunde Finale | Finale        | Finale        | Rang |
| Athleten            | Wettbewerb        | Gegner           | Ergebnis     | Gegner           | Ergebnis      | Gegner        | Ergebnis      | Gegner                    | Ergebnis                  | Gegner                | Ergebnis              | Gegner        | Ergebnis      | Rang |
| ------------------- | ----------------- | ---------------- | ------------ | ---------------- | ------------- | ------------- | ------------- | ------------------------- | ------------------------- | --------------------- | --------------------- | ------------- | ------------- | ---- |
| Frauen              |                   |                  |              |                  |               |               |               |                           |                           |                       |                       |               |               |      |
| Anna Schell         | Klasse bis 68 kg  | E. Ahmed         | G 7:0        | A. Tscherkassowa | V 0:6S        | ausgeschieden | ausgeschieden | ausgeschieden             | ausgeschieden             | ausgeschieden         | ausgeschieden         | ausgeschieden | ausgeschieden | 9    |
| Aline Rotter-Focken | Klasse bis 76 kg  | W. Marsaljuk     | G 2:1        | Zhou Q.          | G 8:3         | H. Minagawa   | G 3:1         | —                         | —                         | —                     | —                     | A. Gray       | G 7:3         | Gold |
| Männer              |                   |                  |              |                  |               |               |               |                           |                           |                       |                       |               |               |      |
| Gennadij Cudinovic  | Klasse bis 125 kg | J. Batyrmursajew | G 2S:10      | M. Lchagwagerel  | V 5:6         | ausgeschieden | ausgeschieden | ausgeschieden             | ausgeschieden             | ausgeschieden         | ausgeschieden         | ausgeschieden | ausgeschieden | 8    |

#### Griechisch-römischer Stil
Legende: G = Gewonnen, V = Verloren, S = Schultersieg
| Athleten          | Wettbewerb        | Achtelfinale   | Achtelfinale | Viertelfinale | Viertelfinale | Halbfinale    | Halbfinale    | Hoffnungsrunde Halbfinale | Hoffnungsrunde Halbfinale | Hoffnungsrunde Finale | Hoffnungsrunde Finale | Finale        | Finale        | Rang   |
| Athleten          | Wettbewerb        | Gegner         | Ergebnis     | Gegner        | Ergebnis      | Gegner        | Ergebnis      | Gegner                    | Ergebnis                  | Gegner                | Ergebnis              | Gegner        | Ergebnis      | Rang   |
| ----------------- | ----------------- | -------------- | ------------ | ------------- | ------------- | ------------- | ------------- | ------------------------- | ------------------------- | --------------------- | --------------------- | ------------- | ------------- | ------ |
| Männer            |                   |                |              |               |               |               |               |                           |                           |                       |                       |               |               |        |
| Etienne Kinsinger | Klasse bis 60 kg  | Walihan S.     | V 1:1        | ausgeschieden | ausgeschieden | ausgeschieden | ausgeschieden | ausgeschieden             | ausgeschieden             | ausgeschieden         | ausgeschieden         | ausgeschieden | ausgeschieden | 11     |
| Frank Stäbler     | Klasse bis 67 kg  | M. Nemeš       | G 4:1        | M. Geraei     | V 5:5         | ausgeschieden | ausgeschieden | J. Horta                  | G 8:0                     | R. Soidse             | G 5:4                 | ausgeschieden | ausgeschieden | Bronze |
| Denis Kudla       | Klasse bis 87 kg  | N. Tursynow    | G 4:1        | V. Lőrincz    | V 1:1         | ausgeschieden | ausgeschieden | A. Azisbekov              | G 10:2                    | M. Metwally           | G 8S:1                | ausgeschieden | ausgeschieden | Bronze |
| Eduard Popp       | Klasse bis 130 kg | E. Soghomonyan | G 2:0        | R. Kayaalp    | V 1:3         | ausgeschieden | ausgeschieden | ausgeschieden             | ausgeschieden             | ausgeschieden         | ausgeschieden         | ausgeschieden | ausgeschieden | 8      |

### Rudern
Bei den Weltmeisterschaften 2019 qualifizierte sich das deutsche Team in sechs der 14 Bootskategorien für die Olympischen Spiele.
| Athleten | Wettbewerb                  | Vorlauf     | Vorlauf | Vorlauf        | Hoffnungslauf             | Hoffnungslauf | Hoffnungslauf  | Halbfinale  | Halbfinale | Halbfinale    | Finale      | Finale | Rang   |
| Athleten | Wettbewerb                  | Zeit        | Platz   | Qualifikation  | Zeit                      | Platz         | Qualifikation  | Zeit        | Platz      | Qualifikation | Zeit        | Platz  | Rang   |
| --- | --------------------------- | ----------- | ------- | -------------- | ------------------------- | ------------- | -------------- | ----------- | ---------- | ------------- | ----------- | ------ | ------ |
| Frauen |                             |             |         |                |                           |               |                |             |            |               |             |        |        |
| Annekatrin Thiele Leonie Menzel | Doppelzweier                | 6:59,61 min | 4       | Hoffnungslauf  | 7:14,92 min               | 2             | Halbfinale A/B | 7:20,44 min | 6          | B-Finale      | 7:01,21 min | 5      | 11     |
| Daniela Schultze Franziska Kampmann Carlotta Nwajide Frieda Hämmerling                                                                               | Doppelvierer                | 6:18,22 min | 1       | A-Finale       | —                         | —             | —              | —           | —          | —             | 6:13,41 min | 5      | 5      |
| Männer |                             |             |         |                |                           |               |                |             |            |               |             |        |        |
| Oliver Zeidler | Einer                       | 7:00,40 min | 1       | Viertelfinale  | Viertelfinale 7:12,75 min | 1             | Halbfinale A/B | 6:45,16 min | 4          | B-Finale      | 6:44,40 min | 1      | 7      |
| Stephan Krüger Marc Weber | Doppelzweier                | 6:35,11 min | 4       | Hoffnungslauf  | 6:26,64 min               | 1             | Halbfinale A/B | 6:38,41 min | 5          | B-Finale      | 6:18,13 min | 5      | 11     |
| Jonathan Rommelmann Jason Osborne | Leichtgewichts-Doppelzweier | 6:21,71 min | 1       | Halbfinale A/B | —                         | —             | —              | 6:07,33 min | 1          | A-Finale      | 6:07,29 min | 2      | Silber |
| Tim Ole Naske Karl Schulze Hans Gruhne Max Appel | Doppelvierer                | 5:50,11 min | 5       | Hoffnungslauf  | 6:02,86 min               | 5             | B-Finale       | —           | —          | —             | 5:46,78 min | 2      | 8      |
| Johannes Weißenfeld Laurits Follert Olaf Roggensack Torben Johannesen Jakob Schneider Malte Jakschik Richard Schmidt Hannes Ocik Martin Sauer (Stm.) | Achter                      | 5:29,85 min | 1       | A-Finale       | —                         | —             | —              | —           | —          | —             | 5:25,60 min | 2      | Silber |

### Schießen
| Athleten                      | Wettbewerb                                 | Qualifikation   | Qualifikation | Finale          | Finale        | Rang |
| Athleten                      | Wettbewerb                                 | Ringe/ Scheiben | Rang          | Ringe/ Scheiben | Rang          | Rang |
| ----------------------------- | ------------------------------------------ | --------------- | ------------- | --------------- | ------------- | ---- |
| Frauen                        |                                            |                 |               |                 |               |      |
| Monika Karsch                 | 25 m Sportpistole                          | 580             | 19            | ausgeschieden   | ausgeschieden | 19   |
| Doreen Vennekamp              | 25 m Sportpistole                          | 4               | 586           | 7               | 14            | 7    |
| Jolyn Beer                    | 50 m Kleinkalibergewehr Dreistellungskampf | 1178            | 3             | 417,8           | 6             | 6    |
| Carina Wimmer                 | 10 m Luftpistole                           | 571             | 20            | ausgeschieden   | ausgeschieden | 20   |
| Monika Karsch                 | 10 m Luftpistole                           | 568             | 29            | ausgeschieden   | ausgeschieden | 29   |
| Nadine Messerschmidt          | Skeet                                      | 120             | 5             | 26              | 5             | 5    |
| Männer                        |                                            |                 |               |                 |               |      |
| Oliver Geis                   | 25 m Schnellfeuerpistole                   | 285             | 17            | ausgeschieden   | ausgeschieden | 17   |
| Christian Reitz               | 10 m Luftpistole                           | 584             | 3             | 176,6           | 5             | 5    |
| Christian Reitz               | 25 m Schnellfeuerpistole                   | 296             | 3             | 18              | 5             | 5    |
| Andreas Löw                   | Trap                                       | 121             | 15            | ausgeschieden   | ausgeschieden | 15   |
| Mixed                         |                                            |                 |               |                 |               |      |
| Carina Wimmer Christian Reitz | 10 m Luftpistole                           | 571             | 12            | ausgeschieden   | ausgeschieden | 12   |

### Schwimmen
Die Freiwasserschwimmer Leonie Antonia Beck, Finnia Wunram, Rob Muffels und Florian Wellbrock hatten sich mit einer Top-Ten-Platzierung bei den Weltmeisterschaften 2019 in Gwangju über 10 Kilometer Freistil für Olympia qualifiziert. Ebenfalls in Gwangju hatte sich die deutsche Mannschaft im Beckenschwimmen das Startrecht für alle sieben Staffelwettbewerbe gesichert. Des Weiteren konnten in einigen Disziplinen Quotenplätze durch die olympische Normzeiten erkämpft werden. Die ersten Athleten nominierte der DOSB am 19. Mai 2021.
| Athleten                                                          | Wettbewerb          | Vorlauf      | Vorlauf | Halbfinale    | Halbfinale    | Finale        | Finale        | Rang   |
| Athleten                                                          | Wettbewerb          | Zeit         | Rang    | Zeit          | Rang          | Zeit          | Rang          | Rang   |
| ----------------------------------------------------------------- | ------------------- | ------------ | ------- | ------------- | ------------- | ------------- | ------------- | ------ |
| Frauen                                                            |                     |              |         |               |               |               |               |        |
| Annika Bruhn                                                      | 200 m Freistil      | 1:57,15 min  | 13      | 1:57,62 min   | 14            | ausgeschieden | ausgeschieden | 14     |
| Isabel Marie Gose                                                 | 200 m Freistil      | 1:56,80 min  | 9       | 1:57,07 min   | 11            | ausgeschieden | ausgeschieden | 11     |
| Leonie Kullmann                                                   | 400 m Freistil      | 4:10,25 min  | 18      | ausgeschieden | ausgeschieden | ausgeschieden | ausgeschieden | 18     |
| Isabel Gose                                                       | 400 m Freistil      | 4:03,21 min  | 6       | —             | —             | 4:04,98 min   | 6             | 6      |
| Sarah Köhler                                                      | 800 m Freistil      | 8:17,33 min  | 4       | —             | —             | 8:24,56 min   | 7             | 7      |
| Isabel Gose                                                       | 800 m Freistil      | 8:21,79 min  | 5       | —             | —             | ausgeschieden | ausgeschieden | 9      |
| Sarah Köhler                                                      | 1500 m Freistil     | 15:52,67 min | 6       | —             | —             | 15:42,91 min  | 3             | Bronze |
| Celine Rieder                                                     | 1500 m Freistil     | 16:32,57 min | 27      | —             | —             | ausgeschieden | ausgeschieden | 27     |
| Laura Riedemann                                                   | 100 m Rücken        | 1:00,81 min  | 24      | ausgeschieden | ausgeschieden | ausgeschieden | ausgeschieden | 24     |
| Anna Elendt                                                       | 100 m Brust         | 1:06,96 min  | 16      | 1:07,31 min   | 13            | ausgeschieden | ausgeschieden | 13     |
| Franziska Hentke                                                  | 200 m Schmetterling | 2:09,98 min  | 11      | 2:10,89 min   | 13            | ausgeschieden | ausgeschieden | 13     |
| Leonie Beck                                                       | 10 km Freiwasser    | —            | —       | —             | —             | 1:59:35,1 h   | 5             | 5      |
| Finnia Wunram                                                     | 10 km Freiwasser    | —            | —       | —             | —             | 2:01:01,9 h   | 10            | 10     |
| Annika Bruhn Lisa Höpink Hannah Küchler Marie Pietruschka         | 4 × 100 m Freistil  | 3:39,33 min  | 13      | —             | —             | ausgeschieden | ausgeschieden | 13     |
| Annika Bruhn Isabel Gose Leonie Kullmann Marie Pietruschka        | 4 × 200 m Freistil  | 7:52,06 min  | 6       | —             | —             | 7:53,89 min   | 6             | 6      |
| Annika Bruhn Anna Elendt Lisa Höpink Laura Riedemann              | 4 × 100 m Lagen     | 4:00,16 min  | 11      | —             | —             | ausgeschieden | ausgeschieden | 11     |
| Männer                                                            |                     |              |         |               |               |               |               |        |
| Damian Wierling                                                   | 100 m Freistil      | 48,83 s      | 26      | ausgeschieden | ausgeschieden | ausgeschieden | ausgeschieden | 26     |
| Jacob Heidtmann                                                   | 200 m Freistil      | 1:46,73 min  | 19      | ausgeschieden | ausgeschieden | ausgeschieden | ausgeschieden | 19     |
| Lukas Märtens                                                     | 200 m Freistil      | 1:46,69 min  | 17      | ausgeschieden | ausgeschieden | ausgeschieden | ausgeschieden | 17     |
| Lukas Märtens                                                     | 400 m Freistil      | 3:46,30 min  | 12      | —             | —             | ausgeschieden | ausgeschieden | 12     |
| Henning Mühlleitner                                               | 400 m Freistil      | 3:43,67 min  | 1       | —             | —             | 3:44,07 min   | 4             | 4      |
| Florian Wellbrock                                                 | 800 m Freistil      | 7:41,77 min  | 2       | —             | —             | 7:42,68 min   | 4             | 4      |
| Lukas Märtens                                                     | 1500 m Freistil     | 14:59,45 min | 11      | —             | —             | ausgeschieden | ausgeschieden | 11     |
| Florian Wellbrock                                                 | 1500 m Freistil     | 14:48,53 min | 3       | —             | —             | 14:40,91 min  | 3             | Bronze |
| Ole Braunschweig                                                  | 100 m Rücken        | 54,14 s      | 25      | ausgeschieden | ausgeschieden | ausgeschieden | ausgeschieden | 25     |
| Marek Ulrich                                                      | 100 m Rücken        | 53,74 s      | 14      | 53,54 s       | 13            | ausgeschieden | ausgeschieden | 13     |
| Christian Diener                                                  | 200 m Rücken        | 1:58,27 min  | 19      | ausgeschieden | ausgeschieden | ausgeschieden | ausgeschieden | 19     |
| Lucas Matzerath                                                   | 100 m Brust         | 59,40 s      | 11      | 59,31 s       | 9             | ausgeschieden | ausgeschieden | 9      |
| Fabian Schwingenschlögl                                           | 100 m Brust         | 59,49 s      | 14      | 59,32 s       | 10            | ausgeschieden | ausgeschieden | 10     |
| Marco Koch                                                        | 200 m Brust         | 2:10,18 min  | 20      | ausgeschieden | ausgeschieden | ausgeschieden | ausgeschieden | 20     |
| Marius Kusch                                                      | 100 m Schmetterling | 52,05 s      | 23      | ausgeschieden | ausgeschieden | ausgeschieden | ausgeschieden | 23     |
| David Thomasberger                                                | 200 m Schmetterling | 1:56,04 min  | 17      | ausgeschieden | ausgeschieden | ausgeschieden | ausgeschieden | 17     |
| Jacob Heidtmann                                                   | 200 m Lagen         | 1:58,80 min  | 23      | ausgeschieden | ausgeschieden | ausgeschieden | ausgeschieden | 23     |
| Philip Heintz                                                     | 200 m Lagen         | 1:57,72 min  | 13      | 1:58,13 min   | 13            | ausgeschieden | ausgeschieden | 13     |
| Jacob Heidtmann                                                   | 400 m Lagen         | 4:12,09 min  | 12      | ausgeschieden | ausgeschieden | ausgeschieden | ausgeschieden | 12     |
| Rob Muffels                                                       | 10 km Freiwasser    | —            | —       | —             | —             | 1:53:03,3 h   | 10            | 10     |
| Florian Wellbrock                                                 | 10 km Freiwasser    | —            | —       | —             | —             | 1:48:33,7 h   | 1             | Gold   |
| Christoph Fildebrandt Eric Friese Marius Kusch Damian Wierlig     | 4 × 100 m Freistil  | 3:15,34 min  | 16      | —             | —             | ausgeschieden | ausgeschieden | 16     |
| Jacob Heidtmann Lukas Märtens Henning Mühlleitner Poul Zellmann   | 4 × 200 m Freistil  | 7:06,76 min  | 7       | —             | —             | 7:06,51 min   | 7             | 7      |
| Marek Ulrich Lucas Matzerath Marius Kusch Damian Wierling         | 4 × 100 m Lagen     | 3:34,08 min  | 11      | —             | —             | ausgeschieden | ausgeschieden | 11     |
| Mixed                                                             |                     |              |         |               |               |               |               |        |
| Annika Bruhn Marius Kusch Laura Riedemann Fabian Schwingenschlögl | 4 × 100 m Lagen     | 3:44,19 min  | 10      | —             | —             | ausgeschieden | ausgeschieden | 10     |

### Segeln
Im Rahmen der Qualifikationswettkämpfe, beginnend mit der Weltmeisterschaft in Aarhus 2018, hatten sich die deutschen Segler Quotenplätze in sechs von zehn Bootsklassen für Tokio gesichert. Zehn Athleten wurden in der ersten Nominierungsrunde am 19. Mai 2021 nominiert.
| Athleten                       | Wettbewerb   | Qualifikation | Qualifikation | Finale        | Finale        | Gesamt | Gesamt |
| Athleten                       | Wettbewerb   | Punkte        | Rang          | Punkte        | Rang          | Punkte | Rang   |
| ------------------------------ | ------------ | ------------- | ------------- | ------------- | ------------- | ------ | ------ |
| Frauen                         |              |               |               |               |               |        |        |
| Svenja Weger                   | Laser Radial | 131           | 16            | ausgeschieden | ausgeschieden | 131    | 16     |
| Luise Wanser Anastasiya Winkel | 470er        | 73            | 8             | 4             | 2             | 77     | 6      |
| Susann Beucke Tina Lutz        | 49erFX       | 73            | 3             | 10            | 5             | 83     | Silber |
| Männer                         |              |               |               |               |               |        |        |
| Philipp Buhl                   | Laser        | 85            | 5             | 6             | 3             | 91     | 5      |
| Erik Heil Thomas Plößel        | 49er         | 66            | 4             | 4             | 2             | 70     | Bronze |
| Mixed                          |              |               |               |               |               |        |        |
| Alica Stuhlemmer Paul Kohlhoff | Nacra 17     | 48            | 3             | 16            | 8             | 74     | Bronze |

### Skateboard
| Athleten          | Wettbewerb | Qualifikation | Qualifikation | Finale        | Finale        | Rang |
| Athleten          | Wettbewerb | Punkte        | Rang          | Punkte        | Rang          | Rang |
| ----------------- | ---------- | ------------- | ------------- | ------------- | ------------- | ---- |
| Frauen            |            |               |               |               |               |      |
| Lilly Stoephasius | Park       | 36,37         | 9             | ausgeschieden | ausgeschieden | 9    |
| Männer            |            |               |               |               |               |      |
| Tyler Edtmayer    | Park       | 61,78         | 15            | ausgeschieden | ausgeschieden | 15   |

### Sportklettern
Mit seiner Finalteilnahme bei den Weltmeisterschaften in Japan hatte sich Alexander Megos für die Teilnahme am olympischen Kombinationswettbewerb im Sportklettern qualifiziert, Jan Hojer qualifizierte sich ebenfalls. Beide wurden am 19. Mai 2021 vom DOSB nominiert.
| Athleten        | Wettbewerb             | Qualifikation | Qualifikation | Qualifikation | Qualifikation | Qualifikation | Finale        | Finale        | Finale        | Finale        | Finale        | Rang |
| Athleten        | Wettbewerb             | Speed         | Bouldern      | Schwierigkeit | Punkte        | Rang          | Speed         | Bouldern      | Schwierigkeit | Punkte        | Rang          | Rang |
| --------------- | ---------------------- | ------------- | ------------- | ------------- | ------------- | ------------- | ------------- | ------------- | ------------- | ------------- | ------------- | ---- |
| Männer          |                        |               |               |               |               |               |               |               |               |               |               |      |
| Jan Hojer       | Olympische Kombination | 11            | 9             | 9             | 891           | 12            | ausgeschieden | ausgeschieden | ausgeschieden | ausgeschieden | ausgeschieden | 12   |
| Alexander Megos | Olympische Kombination | 19            | 6             | 6             | 684           | 9             | ausgeschieden | ausgeschieden | ausgeschieden | ausgeschieden | ausgeschieden | 9    |

### Surfen
Leon Glatzer hatte sich über die ISA World Surfing Games 2021 für die Olympischen Spiele qualifiziert.
| Athleten     | Wettbewerb | 1. Runde | 1. Runde | 2. Runde | 2. Runde | 3. Runde      | 3. Runde      | Viertelfinale | Viertelfinale | Halbfinale    | Halbfinale    | Finale / Platz 3 | Finale / Platz 3 | Rang |
| Athleten     | Wettbewerb | Punkte   | Rang     | Punkte   | Rang     | Gegner        | Ergebnis      | Gegner        | Ergebnis      | Gegner        | Ergebnis      | Gegner           | Ergebnis         | Rang |
| ------------ | ---------- | -------- | -------- | -------- | -------- | ------------- | ------------- | ------------- | ------------- | ------------- | ------------- | ---------------- | ---------------- | ---- |
| Männer       |            |          |          |          |          |               |               |               |               |               |               |                  |                  |      |
| Leon Glatzer | Shortboard | 10,00    | 3        | 10,43    | 4        | ausgeschieden | ausgeschieden | ausgeschieden | ausgeschieden | ausgeschieden | ausgeschieden | ausgeschieden    | ausgeschieden    | 17   |

### Taekwondo
Über das Grand-Prix-Finale in Moskau im Dezember 2019 stand Deutschland ein Quotenplatz im Schwergewicht der Männer zu. Weitere Plätze wurden im Laufe der Qualifikationsperiode nicht erreicht. Am 1. Juni 2021 gab der DOSB im Rahmen der zweiten Nominierungsrunde bekannt, dass Alexander Bachmann Deutschland als einziger Taekwondoin in Tokio repräsentieren wird.
| Athleten           | Wettbewerb                 | Achtelfinale | Achtelfinale | Viertelfinale | Viertelfinale | Halbfinale    | Halbfinale    | Finale        | Finale        | Rang |
| Athleten           | Wettbewerb                 | Gegner       | Ergebnis     | Gegner        | Ergebnis      | Gegner        | Ergebnis      | Gegner        | Ergebnis      | Rang |
| ------------------ | -------------------------- | ------------ | ------------ | ------------- | ------------- | ------------- | ------------- | ------------- | ------------- | ---- |
| Männer             |                            |              |              |               |               |               |               |               |               |      |
| Alexander Bachmann | Schwergewicht (über 80 kg) | R. Schaparow | 7:11         | ausgeschieden | ausgeschieden | ausgeschieden | ausgeschieden | ausgeschieden | ausgeschieden | 11   |

### Tennis
| Athleten                            | Wettbewerb | 1. Runde                    | 1. Runde         | 2. Runde            | 2. Runde      | Achtelfinale             | Achtelfinale  | Viertelfinale              | Viertelfinale | Halbfinale    | Halbfinale    | Finale / Platz 3 | Finale / Platz 3 | Rang |
| Athleten                            | Wettbewerb | Gegner                      | Ergebnis         | Gegner              | Ergebnis      | Gegner                   | Ergebnis      | Gegner                     | Ergebnis      | Gegner        | Ergebnis      | Gegner           | Ergebnis         | Rang |
| ----------------------------------- | ---------- | --------------------------- | ---------------- | ------------------- | ------------- | ------------------------ | ------------- | -------------------------- | ------------- | ------------- | ------------- | ---------------- | ---------------- | ---- |
| Frauen                              |            |                             |                  |                     |               |                          |               |                            |               |               |               |                  |                  |      |
| Laura Siegemund                     | Einzel     | E. Switolina                | 3:6, 7:5, 4:6    | ausgeschieden       | ausgeschieden | ausgeschieden            | ausgeschieden | ausgeschieden              | ausgeschieden | ausgeschieden | ausgeschieden | ausgeschieden    | ausgeschieden    | 33   |
| Mona Barthel                        | Einzel     | I. Świątek                  | 2:6, 2:6         | ausgeschieden       | ausgeschieden | ausgeschieden            | ausgeschieden | ausgeschieden              | ausgeschieden | ausgeschieden | ausgeschieden | ausgeschieden    | ausgeschieden    | 33   |
| Anna-Lena Friedsam                  | Einzel     | H. Watson                   | 7:65, 6:3        | A. Pawljutschenkowa | 1:6, 1:6      | ausgeschieden            | ausgeschieden | ausgeschieden              | ausgeschieden | ausgeschieden | ausgeschieden | ausgeschieden    | ausgeschieden    | 17   |
| Anna-Lena Friedsam Laura Siegemund  | Doppel     | W. Kudermetowa / J. Wesnina | 2:6, 5:7         | —                   | —             | ausgeschieden            | ausgeschieden | ausgeschieden              | ausgeschieden | ausgeschieden | ausgeschieden | ausgeschieden    | ausgeschieden    | 17   |
| Männer                              |            |                             |                  |                     |               |                          |               |                            |               |               |               |                  |                  |      |
| Alexander Zverev                    | Einzel     | Y.-h. Lu                    | 6:1, 6:3         | D. E. Galán         | 6:2, 6:2      | N. Bassilaschwili        | 6:4, 7:65     | J. Chardy                  | 6:4, 6:1      | N. Đoković    | 1:6, 6:3, 6:1 | K. Chatschanow   | 6:3, 6:1         | Gold |
| Jan-Lennard Struff                  | Einzel     | T. Monteiro                 | 6:3, 6:4         | N. Đoković          | 4:6, 3:6      | ausgeschieden            | ausgeschieden | ausgeschieden              | ausgeschieden | ausgeschieden | ausgeschieden | ausgeschieden    | ausgeschieden    | 17   |
| Dominik Koepfer                     | Einzel     | F. Bagnis                   | 3:6, 6:3, 7:5    | M. Purcell          | 6:3, 6:0      | P. Carreño Busta         | 6:77, 3:6     | ausgeschieden              | ausgeschieden | ausgeschieden | ausgeschieden | ausgeschieden    | ausgeschieden    | 9    |
| Philipp Kohlschreiber               | Einzel     | S. Tsitsipas                | 3:6, 6:3, 3:6    | ausgeschieden       | ausgeschieden | ausgeschieden            | ausgeschieden | ausgeschieden              | ausgeschieden | ausgeschieden | ausgeschieden | ausgeschieden    | ausgeschieden    | 33   |
| Jan-Lennard Struff Alexander Zverev | Doppel     | H. Hurkacz / L. Kubot       | 6:2, 7:65        | —                   | —             | J. Chardy / G. Monfils   | 6:3, 7:5      | A. Krajicek / T. Sandgren  | 3:6, 6:74     | ausgeschieden | ausgeschieden | ausgeschieden    | ausgeschieden    | 5    |
| Kevin Krawietz Tim Pütz             | Doppel     | F. Bagnis / D. Schwartzman  | 6:2, 6:1         | —                   | —             | A. Murray / J. Salisbury | 2:6, 6:72     | ausgeschieden              | ausgeschieden | ausgeschieden | ausgeschieden | ausgeschieden    | ausgeschieden    | 9    |
| Mixed                               |            |                             |                  |                     |               |                          |               |                            |               |               |               |                  |                  |      |
| Laura Siegemund Kevin Krawietz      | Mixed      | B. Mattek-Sands / R. Ram    | 6:4, 5:7, [10:8] | —                   | —             | —                        | —             | N. Stojanović / N. Đoković | 1:6, 2:6      | ausgeschieden | ausgeschieden | ausgeschieden    | ausgeschieden    | 5    |

### Tischtennis
Die deutsche Mannschaft hatte sich durch die erfolgreichen Europaspiele 2019 die maximal möglichen Startplätze (drei Frauen / drei Männer) für Tokio erkämpft. Sowohl das Damen- als auch das Herrenteam siegte in Minsk und qualifizierte sich auf diesem Weg für die Olympischen Spiele, womit automatisch auch je zwei Startplätze für die Einzelwettbewerbe gesichert werden konnten. Durch die Goldmedaille von Patrick Franziska und Petrissa Solja hatte sich das Mixed-Doppel ebenfalls für die Spiele qualifiziert. Die Athleten wurden in der ersten Nominierungsrunde am 19. Mai nominiert. Zudem wurden Nina Mittelham und Benedikt Duda als Ersatzspieler nominiert.
| Athleten                                       | Wettbewerb | 1. Runde | 1. Runde | 2. Runde | 2. Runde | 3. Runde        | 3. Runde | Achtelfinale                 | Achtelfinale  | Viertelfinale         | Viertelfinale | Halbfinale    | Halbfinale    | Finale / Platz 3 | Finale / Platz 3 | Rang   |
| Athleten                                       | Wettbewerb | Gegner   | Ergebnis | Gegner   | Ergebnis | Gegner          | Ergebnis | Gegner                       | Ergebnis      | Gegner                | Ergebnis      | Gegner        | Ergebnis      | Gegner           | Ergebnis         | Rang   |
| ---------------------------------------------- | ---------- | -------- | -------- | -------- | -------- | --------------- | -------- | ---------------------------- | ------------- | --------------------- | ------------- | ------------- | ------------- | ---------------- | ---------------- | ------ |
| Frauen                                         |            |          |          |          |          |                 |          |                              |               |                       |               |               |               |                  |                  |        |
| Petrissa Solja                                 | Einzel     | —        | —        | —        | —        | Zhang M.        | 3:4      | ausgeschieden                | ausgeschieden | ausgeschieden         | ausgeschieden | ausgeschieden | ausgeschieden | ausgeschieden    | ausgeschieden    | 17     |
| Han Ying                                       | Einzel     | —        | —        | —        | —        | J. F. Lay       | 4:0      | Feng T.                      | 4:1           | Sun Y.                | 0:4           | ausgeschieden | ausgeschieden | ausgeschieden    | ausgeschieden    | 5      |
| Petrissa Solja Han Ying Shan Xiaona            | Mannschaft | —        | —        | —        | —        | —               | —        | Australien                   | 3:0           | Südkorea              | 3:2           | China         | 0:3           | Hongkong         | 1:3              | 4      |
| Männer                                         |            |          |          |          |          |                 |          |                              |               |                       |               |               |               |                  |                  |        |
| Dimitrij Ovtcharov                             | Einzel     | —        | —        | —        | —        | K. Skatschkow   | 4:0      | K. Niwa                      | 4:1           | H. Calderano          | 4:2           | Ma L.         | 3:4           | Lin Y.-j.        | 4:3              | Bronze |
| Timo Boll                                      | Einzel     | —        | —        | —        | —        | K. Gerassimenko | 4:1      | Jung Y.-s.                   | 1:4           | ausgeschieden         | ausgeschieden | ausgeschieden | ausgeschieden | ausgeschieden    | ausgeschieden    | 9      |
| Dimitrij Ovtcharov Timo Boll Patrick Franziska | Mannschaft | —        | —        | —        | —        | —               | —        | Portugal                     | 3:0           | Chinesisch Taipeh     | 3:2           | Japan         | 3:2           | China            | 0:3              | Silber |
| Mixed                                          |            |          |          |          |          |                 |          |                              |               |                       |               |               |               |                  |                  |        |
| Patrick Franziska Petrissa Solja               | Doppel     | —        | —        | —        | —        | —               | —        | Jorge Campos Daniela Fonseca | 4:0           | Jun Mizutani Mima Itō | 3:4           | ausgeschieden | ausgeschieden | ausgeschieden    | ausgeschieden    | 5      |

### Triathlon
| Athleten                                                      | Wettbewerb | Zeit      | Rang |
| ------------------------------------------------------------- | ---------- | --------- | ---- |
| Frauen                                                        |            |           |      |
| Anabel Knoll                                                  | Einzel     | 2:04:45 h | 31   |
| Laura Lindemann                                               | Einzel     | 1:58:24 h | 8    |
| Männer                                                        |            |           |      |
| Justus Nieschlag                                              | Einzel     | 1:50:10 h | 40   |
| Jonas Schomburg                                               | Einzel     | 1:49:34 h | 38   |
| Mixed                                                         |            |           |      |
| Laura Lindemann Jonas Schomburg Anabel Knoll Justus Nieschlag | Staffel    | 1:24:40 h | 6    |

### Turnen
Mit dem neunten Platz in der Qualifikationsrunde (Mehrkampf Mannschaft) bei der Turn-Weltmeisterschaften 2019 hatte sich die deutsche Frauenmannschaft am 5. Oktober 2019 einen Startplatz im olympischen Turnier gesichert. Auch die Männer hatten sich mit dem 12. Platz bei Weltmeisterschaften für den Mannschaftsmehrkampf qualifiziert. Damit starteten deutsche Turner automatisch auch in den einzelnen Gerätewettkämpfen sowie in der Einzelwertung des Mehrkampfs.

#### Gerätturnen
| Athleten                                             | Wettbewerb           | Qualifikation | Qualifikation | Finale        | Finale        | Rang   |
| Athleten                                             | Wettbewerb           | Punkte        | Rang          | Punkte        | Rang          | Rang   |
| ---------------------------------------------------- | -------------------- | ------------- | ------------- | ------------- | ------------- | ------ |
| Frauen                                               |                      |               |               |               |               |        |
| Kim Bui                                              | Boden                | 13,200        | 24            | ausgeschieden | ausgeschieden | 24     |
| Kim Bui                                              | Schwebebalken        | 12,666        | 44            | ausgeschieden | ausgeschieden | 44     |
| Kim Bui                                              | Sprung               | 13,466        | 54            | ausgeschieden | ausgeschieden | 54     |
| Kim Bui                                              | Stufenbarren         | 14,066        | 24            | ausgeschieden | ausgeschieden | 24     |
| Kim Bui                                              | Mehrkampf Einzel     | 53,398        | 31            | 52,998        | 17            | 17     |
| Pauline Schäfer                                      | Boden                | 12,733        | 42            | ausgeschieden | ausgeschieden | 42     |
| Pauline Schäfer                                      | Schwebebalken        | 12,966        | 36            | ausgeschieden | ausgeschieden | 36     |
| Pauline Schäfer                                      | Sprung               | 13,933        | 41            | ausgeschieden | ausgeschieden | 41     |
| Pauline Schäfer                                      | Stufenbarren         | 11,933        | 66            | ausgeschieden | ausgeschieden | 66     |
| Pauline Schäfer                                      | Mehrkampf Einzel     | 51,565        | 50            | ausgeschieden | ausgeschieden | 50     |
| Elisabeth Seitz                                      | Boden                | 12,933        | 31            | ausgeschieden | ausgeschieden | 31     |
| Elisabeth Seitz                                      | Schwebebalken        | 12,333        | 56            | ausgeschieden | ausgeschieden | 56     |
| Elisabeth Seitz                                      | Sprung               | 14,266        | 30            | ausgeschieden | ausgeschieden | 30     |
| Elisabeth Seitz                                      | Stufenbarren         | 14,700        | 7             | 14,400        | 5             | 5      |
| Elisabeth Seitz                                      | Mehrkampf Einzel     | 54,232        | 19            | 54,066        | 9             | 9      |
| Sarah Voss                                           | Boden                | 12,600        | 50            | ausgeschieden | ausgeschieden | 50     |
| Sarah Voss                                           | Schwebebalken        | 12,266        | 59            | ausgeschieden | ausgeschieden | 59     |
| Sarah Voss                                           | Sprung               | 13,500        | 53            | ausgeschieden | ausgeschieden | 53     |
| Sarah Voss                                           | Stufenbarren         | 13,866        | 27            | ausgeschieden | ausgeschieden | 27     |
| Sarah Voss                                           | Mehrkampf Einzel     | 52,232        | 45            | ausgeschieden | ausgeschieden | 45     |
| Kim Bui Pauline Schäfer Elisabeth Seitz Sarah Voss   | Mehrkampf Mannschaft | 161,162       | 9             | ausgeschieden | ausgeschieden | 9      |
| Männer                                               |                      |               |               |               |               |        |
| Lukas Dauser                                         | Barren               | 15,733        | 2             | 15,700        | 2             | Silber |
| Lukas Dauser                                         | Boden                | 13,766        | 32            | ausgeschieden | ausgeschieden | 32     |
| Lukas Dauser                                         | Pauschenpferd        | 13,666        | 30            | ausgeschieden | ausgeschieden | 30     |
| Lukas Dauser                                         | Reck                 | 13,433        | 29            | ausgeschieden | ausgeschieden | 29     |
| Lukas Dauser                                         | Ringe                | 13,533        | 37            | ausgeschieden | ausgeschieden | 37     |
| Lukas Dauser                                         | Sprung               | 13,600        | 52            | ausgeschieden | ausgeschieden | 52     |
| Lukas Dauser                                         | Mehrkampf Einzel     | 83,731        | 20            | 81,290        | 18            | 18     |
| Nils Dunkel                                          | Barren               | 14,433        | 34            | ausgeschieden | ausgeschieden | 34     |
| Nils Dunkel                                          | Boden                | 12,933        | 58            | ausgeschieden | ausgeschieden | 58     |
| Nils Dunkel                                          | Pauschenpferd        | 14,133        | 19            | ausgeschieden | ausgeschieden | 19     |
| Nils Dunkel                                          | Reck                 | 13,000        | 50            | ausgeschieden | ausgeschieden | 50     |
| Nils Dunkel                                          | Ringe                | 13,600        | 35            | ausgeschieden | ausgeschieden | 35     |
| Nils Dunkel                                          | Sprung               | 13,533        | 55            | ausgeschieden | ausgeschieden | 55     |
| Nils Dunkel                                          | Mehrkampf Einzel     | 81,632        | 32            | ausgeschieden | ausgeschieden | 32     |
| Philipp Herder                                       | Barren               | 14,500        | 33            | ausgeschieden | ausgeschieden | 33     |
| Philipp Herder                                       | Boden                | 13,733        | 34            | ausgeschieden | ausgeschieden | 34     |
| Philipp Herder                                       | Pauschenpferd        | 13,233        | 41            | ausgeschieden | ausgeschieden | 41     |
| Philipp Herder                                       | Reck                 | 13,100        | 46            | ausgeschieden | ausgeschieden | 46     |
| Philipp Herder                                       | Ringe                | 13,333        | 47            | ausgeschieden | ausgeschieden | 47     |
| Philipp Herder                                       | Sprung               | 14,533        | 18            | ausgeschieden | ausgeschieden | 18     |
| Philipp Herder                                       | Mehrkampf Einzel     | 82,432        | 27            | 78,565        | 23            | 23     |
| Andreas Toba                                         | Barren               | 14,100        | 40            | ausgeschieden | ausgeschieden | 40     |
| Andreas Toba                                         | Boden                | 12,833        | 62            | ausgeschieden | ausgeschieden | 62     |
| Andreas Toba                                         | Pauschenpferd        | 13,700        | 29            | ausgeschieden | ausgeschieden | 29     |
| Andreas Toba                                         | Reck                 | 13,800        | 24            | ausgeschieden | ausgeschieden | 24     |
| Andreas Toba                                         | Ringe                | 13,733        | 31            | ausgeschieden | ausgeschieden | 31     |
| Andreas Toba                                         | Sprung               | 14,000        | 39            | ausgeschieden | ausgeschieden | 39     |
| Andreas Toba                                         | Mehrkampf Einzel     | 82,166        | 30            | ausgeschieden | ausgeschieden | 30     |
| Lukas Dauser Nils Dunkel Philipp Herder Andreas Toba | Mehrkampf Mannschaft | 249,929       | 6             | 238,495       | 8             | 8      |

### Wasserspringen
Patrick Hausding und Tina Punzel hatten mit ihren Finaleinzügen vom Drei-Meter-Brett bei den Weltmeisterschaften in Gwangju Deutschland jeweils einen Quotenplatz in dieser Disziplin gesichert.
| Athleten                      | Wettbewerb            | Vorkampf | Vorkampf | Halbfinale    | Halbfinale    | Finale        | Finale        | Rang   |
| Athleten                      | Wettbewerb            | Punkte   | Rang     | Punkte        | Rang          | Punkte        | Rang          | Rang   |
| ----------------------------- | --------------------- | -------- | -------- | ------------- | ------------- | ------------- | ------------- | ------ |
| Frauen                        |                       |          |          |               |               |               |               |        |
| Tina Punzel                   | Kunstspringen 3 m     | 287,00   | 14       | 311,05        | 7             | 302,95        | 7             | 7      |
| Christina Wassen              | Turmspringen 10 m     | 297,15   | 13       | 237,30        | 18            | ausgeschieden | ausgeschieden | 18     |
| Elena Wassen                  | Turmspringen 10 m     | 323,80   | 6        | 303,70        | 11            | 291,90        | 8             | 8      |
| Tina Punzel Lena Hentschel    | Synchronspringen 3 m  | —        | —        | —             | —             | 284,97        | 3             | Bronze |
| Tina Punzel Christina Wassen  | Synchronspringen 10 m | —        | —        | —             | —             | 292,86        | 5             | 5      |
| Männer                        |                       |          |          |               |               |               |               |        |
| Patrick Hausding              | Kunstspringen 3 m     | 364,05   | 21       | ausgeschieden | ausgeschieden | ausgeschieden | ausgeschieden | 21     |
| Martin Wolfram                | Kunstspringen 3 m     | 444,50   | 8        | 423,00        | 9             | 426,75        | 7             | 7      |
| Timo Barthel                  | Turmspringen 10 m     | 395,70   | 13       | 364,50        | 17            | ausgeschieden | ausgeschieden | 17     |
| Jaden Eikermann               | Turmspringen 10 m     | 330,75   | 21       | ausgeschieden | ausgeschieden | ausgeschieden | ausgeschieden | 21     |
| Patrick Hausding Lars Rüdiger | Synchronspringen 3 m  | —        | —        | —             | —             | 404,73        | 3             | Bronze |